# Lancia Flaminia Sport e Supersport
Le Lancia Flaminia Sport e Supersport sono delle versioni coupé della Lancia Flaminia, prodotte dalla Lancia dal 1958 e rimaste nel listino della casa automobilistica fino al 1968.

## Flaminia Sport prima serie
La Flaminia Sport nasce ufficialmente al XV Salone dell'automobile di Torino (5-16 novembre 1958) affiancando la berlina in compagnia degli altri modelli a 2 porte realizzati da Pininfarina e da Touring: mentre la coupé di Pininfarina è un modello lussuoso che può trasportare anche 4 o 5 persone e quella di Touring è una versione che cerca di conciliare lusso e sportività, la creatura di Zagato, com'é del resto nello spirito di questa carrozzeria milanese, nasce per recitare il ruolo di vettura prettamente sportiva.
Giova ricordare che da qualche anno i rapporti tra Lancia e Zagato si sono fatti più intensi: dopo i tre esemplari di Lancia Aurelia B20 carrozzati per impiego agonistico (uno dei quali per Ferdinando Gatta, cognato di Gianni Lancia e gentleman-driver) sono seguite le esperienze con la Appia, iniziate nel 1956 con la originale "Appia-Cammello", rimasta esemplare unico, e poi proseguite con altri modelli costruiti in piccola serie.

La Prima Flaminia Sport di preserie (1958). Si può notare l'assenza dei rostri ai paraurti, sia davanti che dietro

Le prime immagini della Flaminia Sport, diffuse prima della presentazione al Salone di Torino, rivelano una vettura con una carrozzeria molto simile a quella dell'Appia GTE che lo stesso carrozziere inizia a costruire in quegli stessi giorni: bassa e filante, caratterizzata da un cofano lungo, da una coda raccolta, dai fari carenati da una cupoletta in plexiglas e dalle immancabili due gobbe sul tetto, in corrispondenza delle teste del pilota e del passeggero, che sono una particolarità delle vetture Zagato del periodo. 

La prima Flaminia Sport di preserie

In questa prima Flaminia Sport, che possiamo definire di pre-serie, si notano alcuni fregi laterali che la versione definitiva non avrà e l'assenza dei rostri ai paraurti, con questi ultimi che subito dopo saranno aggiunti posteriormente e poi, nella versione che entrerà in produzione, anche anteriormente.
Del resto va sottolineato che le Flaminia di Zagato, anche se appartenenti alla medesima “serie”, non sono tutte identiche l'una all'altra, come accade nelle vetture di grande produzione, in quanto parecchi esemplari presentano differenze di dettaglio e di allestimento, anche e forse soprattutto per soddisfare le diverse esigenze dei clienti.
Al XV Salone di Torino vengono svelate le caratteristiche tecniche, che sono analoghe a quelle della GT Touring, ovvero motore da 119 cv (contro i 102 della berlina), passo accorciato (cm 252 contro i 287 della berlina ed i 275 della coupé di Pininfarina), e prestazioni migliori grazie anche al minor peso.
La velocità massima dichiarata dalla casa per la Sport è infatti di 190 km/h, contro i 160 della berlina, i 170 della Coupé di Pininfarina ed i 180 della Coupé GT della Touring.
Le Sport di pre-serie, quella esposta al Salone di Torino 1958 e forse una prima piccola serie, hanno piccoli fanalini di posizione di forma rettangolare: nel corso di quello stesso 1959, vengono adottati invece dei fanalini di maggiori dimensioni e di forma rotonda (gli stessi impiegati nella Flaminia Coupé) che migliorano l'estetica anteriore.
I primi esemplari, sicuramente pochissimi, sono muniti di freni a tamburo ma, al XXIX Salone dell'automobile di Ginevra del marzo 1959, la Flaminia Sport (al pari della Coupé di Pininfarina e della berlinetta di Touring) viene esposta con i più efficienti e moderni freni a disco di marca Dunlop.
Il fatto è testimoniato anche dal giornalista e pilota belga Paul Frère che, nel test del 1962 che riguarda una Flaminia Sport del modello 3C, ricorda di aver provato, quasi quattro anni prima, una delle prime Flaminia Sport, ancora priva dei freni a disco.

La Sport a fari non carenati, paraurti con rostri e lampeggiatori laterali (Salone di Ginevra, marzo 1960)

Dopo un anno dal lancio, in occasione del Salone di Torino del 1959, la prima novità importante: alla rassegna vengono esposti due esemplari, il primo, probabilmente uno degli ultimi esemplari con i noti fari carenati con copertura in plexiglas, destinato alla clientela sportiva, elaborato e potenziato mediante l'adozione di 3 carburatori, e l'altro, modificato nel frontale, con fari più sporgenti e non carenati, che identifica, dopo 100 esemplari costruiti la nuova versione della Flaminia Sport; inizialmente essa monta ancora i rostri ai paraurti, che successivamente verranno tolti. 

La Sport a fari non carenati, senza rostri ai paraurti (fine 1960)

La Sport edizione 1960, oltre ad avere i fari non carenati, è contraddistinta da un allestimento più curato (migliori insonorizzazione e tenuta all'acqua grazie a nuove guarnizioni, profili in ottone cromato anziché in alluminio, cruscotto con maggiori guarnizioni in ottone cromato, nuove maniglie e serrature uniformate agli altri modelli Flaminia).
Nel 1960, a parte le modifiche alla fanaleria dovute all'entrata in vigore del nuovo Codice della Strada (la più evidente è l'applicazione dei ripetitori laterali lampeggianti degli indicatori di direzione), anche la Sport usufruisce di miglioramenti allo sterzo, dove viene inserito un ammortizzatore idraulico telescopico destinato ad assorbire anche i piccoli contraccolpi che nascono dai movimenti verticali di sospensione delle ruote e dunque a ridurre le reazioni degli scuotimenti al volante. Una curiosità: i possessori di Flaminia non ancora dotate di questa miglioria, possono ottenerla dietro pagamento di una somma di 20.000 Lire.
Il 1961 trascorre senza che alla Sport vengano apportate modifiche di rilievo, poi, ai primi del gennaio 1962, avviene la presentazione della versione a tre carburatori, che naturalmente segna la fine della prima serie.

La Flaminia Sport alla Rassegna di Eleganza al Pincio (Roma, maggio 1960). Sul cofano l'attrice Valeria Fabrizi

- Periodo di produzione: approssimativamente, dal gennaio 1959 al dicembre 1961
- Modelli:
  - tipo 824.02, coupé 2 porte, 2 posti, con guida a sinistra
  - tipo 824.03, coupé 2 porte, 2 posti, con guida a destra
- Numerazione progressiva:
  - tipo 824.02/824.03 (assieme a 824.00/824.01): da 1001 a 2067
- Unità prodotte:
  - 199 (in grande prevalenza con guida a sinistra; il primo centinaio di esemplari è del tipo con fari carenati); da notare che le altre 868 unità, che mancano all'appello per coprire l'intervallo da 1001 a 2067 (1067 esemplari), erano del tipo GT Coupé (Touring) ed erano contraddistinte dalle sigle 824.00/824.01.
- Caratteristiche principali:
  - motore: anteriore a 6 cilindri a V di 2457,98 cm³, potenza 119 cv (DIN) a 5100 giri, valvole in testa;
  - carrozzeria: coupé 2 porte, 2 posti, scocca portante, sospensione anteriore a ruote indipendenti, sospensione posteriore a ruote semi-indipendenti (schema De Dion);
  - trasmissione: con trazione alle ruote posteriori, cambio a 4 rapporti+retromarcia;
  - dimensioni e peso: passo cm 252, lunghezza cm 449,5, larghezza cm 163, peso (a vuoto) kg 1200 circa;
  - velocità max: km/h 190.

### Galleria d'immagini della prima serie

La Flaminia Sport ad un Concorso d'eleganza a Cortina d'Ampezzo nell'estate del 1959; i fanalini anteriori sono tondi
Una Flaminia Sport di preserie, più simile alla versione definitiva. Rispetto all'altra preserie di colore più chiaro, si notano l'aggiunta dei rostri ai paraurti posteriori e la scomparsa dei fregi laterali
La Flaminia Sport versione 1959
I posti anteriori della Flaminia Sport 1960
Un particolare della Flaminia Sport : lo sportello tra il bagagliaio e l'abitacolo

### Caratteristiche tecniche della prima serie
| Caratteristiche tecniche - Lancia Flaminia Sport prima serie | Caratteristiche tecniche - Lancia Flaminia Sport prima serie | Caratteristiche tecniche - Lancia Flaminia Sport prima serie | Caratteristiche tecniche - Lancia Flaminia Sport prima serie | Caratteristiche tecniche - Lancia Flaminia Sport prima serie | Caratteristiche tecniche - Lancia Flaminia Sport prima serie |
| Configurazione | Configurazione | Configurazione | Configurazione | Configurazione | Configurazione |
| --- | --- | --- | --- | --- | --- |
| Carrozzeria: coupé | Carrozzeria: coupé | Posizione motore: anteriore longitudinale | Posizione motore: anteriore longitudinale | Trazione: posteriore | Trazione: posteriore |
| Dimensioni e pesi | | | | | |
| Ingombri (lungh.×largh.×alt. in mm): 4495 × 1630 × 1305 | Ingombri (lungh.×largh.×alt. in mm): 4495 × 1630 × 1305 | Ingombri (lungh.×largh.×alt. in mm): 4495 × 1630 × 1305 | Ingombri (lungh.×largh.×alt. in mm): 4495 × 1630 × 1305 | Diametro minimo sterzata: (secondo “Auto-Parade 1961”) 11 m | Diametro minimo sterzata: (secondo “Auto-Parade 1961”) 11 m |
| Interasse: 2520 mm | Interasse: 2520 mm | Carreggiate: anteriore 1368 - posteriore 1370 mm | Carreggiate: anteriore 1368 - posteriore 1370 mm | Altezza minima da terra: 120 mm | Altezza minima da terra: 120 mm |
| Posti totali: 2 | Posti totali: 2 | Bagagliaio: | Bagagliaio: | Serbatoio: 58 l di cui 7 di riserva | Serbatoio: 58 l di cui 7 di riserva |
| Masse | a vuoto: 1.200 kg / in ordine di marcia: 1.260 kg | a vuoto: 1.200 kg / in ordine di marcia: 1.260 kg | a vuoto: 1.200 kg / in ordine di marcia: 1.260 kg | a vuoto: 1.200 kg / in ordine di marcia: 1.260 kg | a vuoto: 1.200 kg / in ordine di marcia: 1.260 kg |
| Meccanica | | | | | |
| Tipo motore: 6 cilindri a V (60°) tipo "823.00”; monoblocco; corpo cilindri in alluminio con canne ghisa piantate; pistoni in lega d'alluminio, con tre anelli (due di tenuta e uno raschiaolio); testa cilindri in alluminio con sedi valvole riportate; bielle in acciaio con boccole perno stantuffo in bronzo; albero motore ruotante su 4 supporti; sospensione del gruppo motore su 4 supporti, su doppi tamponi di gomma. Rapporto di compressione: 9,00:1 | Tipo motore: 6 cilindri a V (60°) tipo "823.00”; monoblocco; corpo cilindri in alluminio con canne ghisa piantate; pistoni in lega d'alluminio, con tre anelli (due di tenuta e uno raschiaolio); testa cilindri in alluminio con sedi valvole riportate; bielle in acciaio con boccole perno stantuffo in bronzo; albero motore ruotante su 4 supporti; sospensione del gruppo motore su 4 supporti, su doppi tamponi di gomma. Rapporto di compressione: 9,00:1 | Tipo motore: 6 cilindri a V (60°) tipo "823.00”; monoblocco; corpo cilindri in alluminio con canne ghisa piantate; pistoni in lega d'alluminio, con tre anelli (due di tenuta e uno raschiaolio); testa cilindri in alluminio con sedi valvole riportate; bielle in acciaio con boccole perno stantuffo in bronzo; albero motore ruotante su 4 supporti; sospensione del gruppo motore su 4 supporti, su doppi tamponi di gomma. Rapporto di compressione: 9,00:1 | Cilindrata: (alesaggio mm 80,00 - corsa mm 81,50); totale 2457,98 cm³ | Cilindrata: (alesaggio mm 80,00 - corsa mm 81,50); totale 2457,98 cm³ | Cilindrata: (alesaggio mm 80,00 - corsa mm 81,50); totale 2457,98 cm³ |
| Distribuzione: albero a camme, nel basamento, in posizione centrale (posto cioè nell'angolo formato dalle due file di cilindri) comandato a catena con tenditore idraulico automatico; valvole in testa (due per cilindro) inclinate tra di loro, azionate da puntalini e bilancieri; camere di scoppio emisferiche; messa in fase della distribuzione: a) aspirazione: apertura 13° prima del P.M.S. (Punto Morto Superiore), chiusura 57° dopo il P.M.I. (Punto Morto Inferiore): b) scarico: apertura 57° prima del P.M.I., chiusura: 13° dopo il P.M.S. con gioco valvole, speciale per il controllo, mm 0,4; gioco normale valvole a motore freddo: aspirazione 0,15 mm, scarico 0,25 mm. | Distribuzione: albero a camme, nel basamento, in posizione centrale (posto cioè nell'angolo formato dalle due file di cilindri) comandato a catena con tenditore idraulico automatico; valvole in testa (due per cilindro) inclinate tra di loro, azionate da puntalini e bilancieri; camere di scoppio emisferiche; messa in fase della distribuzione: a) aspirazione: apertura 13° prima del P.M.S. (Punto Morto Superiore), chiusura 57° dopo il P.M.I. (Punto Morto Inferiore): b) scarico: apertura 57° prima del P.M.I., chiusura: 13° dopo il P.M.S. con gioco valvole, speciale per il controllo, mm 0,4; gioco normale valvole a motore freddo: aspirazione 0,15 mm, scarico 0,25 mm. | Distribuzione: albero a camme, nel basamento, in posizione centrale (posto cioè nell'angolo formato dalle due file di cilindri) comandato a catena con tenditore idraulico automatico; valvole in testa (due per cilindro) inclinate tra di loro, azionate da puntalini e bilancieri; camere di scoppio emisferiche; messa in fase della distribuzione: a) aspirazione: apertura 13° prima del P.M.S. (Punto Morto Superiore), chiusura 57° dopo il P.M.I. (Punto Morto Inferiore): b) scarico: apertura 57° prima del P.M.I., chiusura: 13° dopo il P.M.S. con gioco valvole, speciale per il controllo, mm 0,4; gioco normale valvole a motore freddo: aspirazione 0,15 mm, scarico 0,25 mm. | Alimentazione: carburatore invertito Solex C 40 PAAI, doppio corpo, munito di dispositivo d'avviamento (starter) e pompa di accelerazione; pompa meccanica situata sul lato destro del motore, munita di filtri a rete. Dati di regolazione del carburatore: diffusore mm 28, getto principale mm 1,35, getto del minimo 0,45, freno aria mm 1,80; filtro aria sul carburatore, ad elemento filtrante (a richiesta filtro a bagno d'olio); serbatoio carburante situato posteriormente, sotto il vano bagagli.                                        | Alimentazione: carburatore invertito Solex C 40 PAAI, doppio corpo, munito di dispositivo d'avviamento (starter) e pompa di accelerazione; pompa meccanica situata sul lato destro del motore, munita di filtri a rete. Dati di regolazione del carburatore: diffusore mm 28, getto principale mm 1,35, getto del minimo 0,45, freno aria mm 1,80; filtro aria sul carburatore, ad elemento filtrante (a richiesta filtro a bagno d'olio); serbatoio carburante situato posteriormente, sotto il vano bagagli.                                        | Alimentazione: carburatore invertito Solex C 40 PAAI, doppio corpo, munito di dispositivo d'avviamento (starter) e pompa di accelerazione; pompa meccanica situata sul lato destro del motore, munita di filtri a rete. Dati di regolazione del carburatore: diffusore mm 28, getto principale mm 1,35, getto del minimo 0,45, freno aria mm 1,80; filtro aria sul carburatore, ad elemento filtrante (a richiesta filtro a bagno d'olio); serbatoio carburante situato posteriormente, sotto il vano bagagli.                                        |
| Prestazioni motore | Potenza: 119 cv a 5.100 giri/minuto se misurata col sistema DIN; 131 HP se misurata col sistema SAE (motore non installato in vettura, sul banco, privo di marmitta, di ventilatore e di filtro aria) il regime massimo di rotazione è superiore a quello della potenza massima, ed è fissato in 5.600 giri/minuto. / Coppia: 19 mkg a 3500 giri /minuto | Potenza: 119 cv a 5.100 giri/minuto se misurata col sistema DIN; 131 HP se misurata col sistema SAE (motore non installato in vettura, sul banco, privo di marmitta, di ventilatore e di filtro aria) il regime massimo di rotazione è superiore a quello della potenza massima, ed è fissato in 5.600 giri/minuto. / Coppia: 19 mkg a 3500 giri /minuto | Potenza: 119 cv a 5.100 giri/minuto se misurata col sistema DIN; 131 HP se misurata col sistema SAE (motore non installato in vettura, sul banco, privo di marmitta, di ventilatore e di filtro aria) il regime massimo di rotazione è superiore a quello della potenza massima, ed è fissato in 5.600 giri/minuto. / Coppia: 19 mkg a 3500 giri /minuto | Potenza: 119 cv a 5.100 giri/minuto se misurata col sistema DIN; 131 HP se misurata col sistema SAE (motore non installato in vettura, sul banco, privo di marmitta, di ventilatore e di filtro aria) il regime massimo di rotazione è superiore a quello della potenza massima, ed è fissato in 5.600 giri/minuto. / Coppia: 19 mkg a 3500 giri /minuto | Potenza: 119 cv a 5.100 giri/minuto se misurata col sistema DIN; 131 HP se misurata col sistema SAE (motore non installato in vettura, sul banco, privo di marmitta, di ventilatore e di filtro aria) il regime massimo di rotazione è superiore a quello della potenza massima, ed è fissato in 5.600 giri/minuto. / Coppia: 19 mkg a 3500 giri /minuto |
| Accensione: a spinterogeno; bobina Marelli B202A; distributore d'accensione Marelli S 82 A; anticipo fisso 6°, anticipo automatico 23° in più dell'anticipo fisso; ordine d'accensione: 1-4-3-6-5-2; numerazione cilindri: a sinistra 1-3-5, a destra 2-4-6, a partire dal ventilatore; candele Champion N5 ; distanza tra gli elettrodi delle candele mm 0,5-0,6; apertura contatti distributore mm 0,42-0,48 (0,37-0,43 secondo alcune fonti). | Accensione: a spinterogeno; bobina Marelli B202A; distributore d'accensione Marelli S 82 A; anticipo fisso 6°, anticipo automatico 23° in più dell'anticipo fisso; ordine d'accensione: 1-4-3-6-5-2; numerazione cilindri: a sinistra 1-3-5, a destra 2-4-6, a partire dal ventilatore; candele Champion N5 ; distanza tra gli elettrodi delle candele mm 0,5-0,6; apertura contatti distributore mm 0,42-0,48 (0,37-0,43 secondo alcune fonti). | Accensione: a spinterogeno; bobina Marelli B202A; distributore d'accensione Marelli S 82 A; anticipo fisso 6°, anticipo automatico 23° in più dell'anticipo fisso; ordine d'accensione: 1-4-3-6-5-2; numerazione cilindri: a sinistra 1-3-5, a destra 2-4-6, a partire dal ventilatore; candele Champion N5 ; distanza tra gli elettrodi delle candele mm 0,5-0,6; apertura contatti distributore mm 0,42-0,48 (0,37-0,43 secondo alcune fonti). | Impianto elettrico: a 12 V - batteria da 42 Ah (sistemata nel cofano anteriore); dinamo Marelli DN 51 A da 300 W; motorino di avviamento elettrico Marelli MT 32 F-0,8/12 D9; regolatore Marelli IR 41 A. | Impianto elettrico: a 12 V - batteria da 42 Ah (sistemata nel cofano anteriore); dinamo Marelli DN 51 A da 300 W; motorino di avviamento elettrico Marelli MT 32 F-0,8/12 D9; regolatore Marelli IR 41 A. | Impianto elettrico: a 12 V - batteria da 42 Ah (sistemata nel cofano anteriore); dinamo Marelli DN 51 A da 300 W; motorino di avviamento elettrico Marelli MT 32 F-0,8/12 D9; regolatore Marelli IR 41 A. |
| Frizione: in blocco unico con cambio e differenziale (blocco unico disposto al retrotreno, come indicato alla voce “trasmissione”) monodisco a secco; corsa del pedale mm 20-25; per regolare la corsa del pedale occorre far ruotare la forcella posteriore del tirante di comando. | Frizione: in blocco unico con cambio e differenziale (blocco unico disposto al retrotreno, come indicato alla voce “trasmissione”) monodisco a secco; corsa del pedale mm 20-25; per regolare la corsa del pedale occorre far ruotare la forcella posteriore del tirante di comando. | Frizione: in blocco unico con cambio e differenziale (blocco unico disposto al retrotreno, come indicato alla voce “trasmissione”) monodisco a secco; corsa del pedale mm 20-25; per regolare la corsa del pedale occorre far ruotare la forcella posteriore del tirante di comando. | Cambio: in blocco con frizione e differenziale (blocco unico disposto al retrotreno, come indicato alla voce “trasmissione”) a 4 rapporti+retromarcia; tutte le marce avanti sono silenziose e sincronizzate; rapporti: I=3,09:1; II=2,05:1; III=1,41:1; IV=1:1; RM=3,35:1; leva di comando centrale, a cloche; capacità olio gruppo propulsore (cambio-differenziale) litri 4,10 (pari a kg 3,70). | Cambio: in blocco con frizione e differenziale (blocco unico disposto al retrotreno, come indicato alla voce “trasmissione”) a 4 rapporti+retromarcia; tutte le marce avanti sono silenziose e sincronizzate; rapporti: I=3,09:1; II=2,05:1; III=1,41:1; IV=1:1; RM=3,35:1; leva di comando centrale, a cloche; capacità olio gruppo propulsore (cambio-differenziale) litri 4,10 (pari a kg 3,70). | Cambio: in blocco con frizione e differenziale (blocco unico disposto al retrotreno, come indicato alla voce “trasmissione”) a 4 rapporti+retromarcia; tutte le marce avanti sono silenziose e sincronizzate; rapporti: I=3,09:1; II=2,05:1; III=1,41:1; IV=1:1; RM=3,35:1; leva di comando centrale, a cloche; capacità olio gruppo propulsore (cambio-differenziale) litri 4,10 (pari a kg 3,70). |
| Telaio | | | | | |
| Corpo vettura | carrozzeria autoportante con struttura di supporto in lamiera d'acciaio saldata e con lastratura in lamiera di alluminio; telaio ausiliario raggruppante motore, montanti sospensioni anteriori e guida. | carrozzeria autoportante con struttura di supporto in lamiera d'acciaio saldata e con lastratura in lamiera di alluminio; telaio ausiliario raggruppante motore, montanti sospensioni anteriori e guida. | carrozzeria autoportante con struttura di supporto in lamiera d'acciaio saldata e con lastratura in lamiera di alluminio; telaio ausiliario raggruppante motore, montanti sospensioni anteriori e guida. | carrozzeria autoportante con struttura di supporto in lamiera d'acciaio saldata e con lastratura in lamiera di alluminio; telaio ausiliario raggruppante motore, montanti sospensioni anteriori e guida. | carrozzeria autoportante con struttura di supporto in lamiera d'acciaio saldata e con lastratura in lamiera di alluminio; telaio ausiliario raggruppante motore, montanti sospensioni anteriori e guida. |
| Sterzo | a vite globoidale e rullo; capacità olio scatola guida litri 0,31 (kg 0,28); introduzione olio tramite tappo sul coperchio scatola (il livello è normale quando l'olio copre la vite globoidale); snodi a sfera (lubrificati solo al montaggio); ingrassatore a pressione sul perno di rinvio; a partire dall'estate del 1960 nella timoneria viene inserito un ammortizzatore idraulico telescopico; la posizione di guida è a sinistra (guida a destra, a richiesta); volante spostabile di mm 40 in avanti o indietro, con manicotto di bloccaggio | a vite globoidale e rullo; capacità olio scatola guida litri 0,31 (kg 0,28); introduzione olio tramite tappo sul coperchio scatola (il livello è normale quando l'olio copre la vite globoidale); snodi a sfera (lubrificati solo al montaggio); ingrassatore a pressione sul perno di rinvio; a partire dall'estate del 1960 nella timoneria viene inserito un ammortizzatore idraulico telescopico; la posizione di guida è a sinistra (guida a destra, a richiesta); volante spostabile di mm 40 in avanti o indietro, con manicotto di bloccaggio | a vite globoidale e rullo; capacità olio scatola guida litri 0,31 (kg 0,28); introduzione olio tramite tappo sul coperchio scatola (il livello è normale quando l'olio copre la vite globoidale); snodi a sfera (lubrificati solo al montaggio); ingrassatore a pressione sul perno di rinvio; a partire dall'estate del 1960 nella timoneria viene inserito un ammortizzatore idraulico telescopico; la posizione di guida è a sinistra (guida a destra, a richiesta); volante spostabile di mm 40 in avanti o indietro, con manicotto di bloccaggio | a vite globoidale e rullo; capacità olio scatola guida litri 0,31 (kg 0,28); introduzione olio tramite tappo sul coperchio scatola (il livello è normale quando l'olio copre la vite globoidale); snodi a sfera (lubrificati solo al montaggio); ingrassatore a pressione sul perno di rinvio; a partire dall'estate del 1960 nella timoneria viene inserito un ammortizzatore idraulico telescopico; la posizione di guida è a sinistra (guida a destra, a richiesta); volante spostabile di mm 40 in avanti o indietro, con manicotto di bloccaggio | a vite globoidale e rullo; capacità olio scatola guida litri 0,31 (kg 0,28); introduzione olio tramite tappo sul coperchio scatola (il livello è normale quando l'olio copre la vite globoidale); snodi a sfera (lubrificati solo al montaggio); ingrassatore a pressione sul perno di rinvio; a partire dall'estate del 1960 nella timoneria viene inserito un ammortizzatore idraulico telescopico; la posizione di guida è a sinistra (guida a destra, a richiesta); volante spostabile di mm 40 in avanti o indietro, con manicotto di bloccaggio |
| Sospensioni | anteriori: a ruote indipendenti a quadrilatero trasversale, molle ad elica e barra stabilizzatrice; ammortizzatori idraulici telescopici a doppio effetto. / posteriori: a ruote semi-indipendenti (schema De Dion), mediante assale con barra di reazione trasversale e barra stabilizzatrice, balestre longitudinali ed ammortizzatori idraulici telescopici a doppio effetto. | anteriori: a ruote indipendenti a quadrilatero trasversale, molle ad elica e barra stabilizzatrice; ammortizzatori idraulici telescopici a doppio effetto. / posteriori: a ruote semi-indipendenti (schema De Dion), mediante assale con barra di reazione trasversale e barra stabilizzatrice, balestre longitudinali ed ammortizzatori idraulici telescopici a doppio effetto. | anteriori: a ruote indipendenti a quadrilatero trasversale, molle ad elica e barra stabilizzatrice; ammortizzatori idraulici telescopici a doppio effetto. / posteriori: a ruote semi-indipendenti (schema De Dion), mediante assale con barra di reazione trasversale e barra stabilizzatrice, balestre longitudinali ed ammortizzatori idraulici telescopici a doppio effetto. | anteriori: a ruote indipendenti a quadrilatero trasversale, molle ad elica e barra stabilizzatrice; ammortizzatori idraulici telescopici a doppio effetto. / posteriori: a ruote semi-indipendenti (schema De Dion), mediante assale con barra di reazione trasversale e barra stabilizzatrice, balestre longitudinali ed ammortizzatori idraulici telescopici a doppio effetto. | anteriori: a ruote indipendenti a quadrilatero trasversale, molle ad elica e barra stabilizzatrice; ammortizzatori idraulici telescopici a doppio effetto. / posteriori: a ruote semi-indipendenti (schema De Dion), mediante assale con barra di reazione trasversale e barra stabilizzatrice, balestre longitudinali ed ammortizzatori idraulici telescopici a doppio effetto. |
| Pneumatici | misure 165x400; pressioni gonfiaggio (a freddo): 2,10 kg/cm² anteriormente e 2,50 kg/cm² posteriormente / Cerchi: a disco, in lamiera stampata, 185x400 | misure 165x400; pressioni gonfiaggio (a freddo): 2,10 kg/cm² anteriormente e 2,50 kg/cm² posteriormente / Cerchi: a disco, in lamiera stampata, 185x400 | misure 165x400; pressioni gonfiaggio (a freddo): 2,10 kg/cm² anteriormente e 2,50 kg/cm² posteriormente / Cerchi: a disco, in lamiera stampata, 185x400 | misure 165x400; pressioni gonfiaggio (a freddo): 2,10 kg/cm² anteriormente e 2,50 kg/cm² posteriormente / Cerchi: a disco, in lamiera stampata, 185x400 | misure 165x400; pressioni gonfiaggio (a freddo): 2,10 kg/cm² anteriormente e 2,50 kg/cm² posteriormente / Cerchi: a disco, in lamiera stampata, 185x400 |
| Prestazioni dichiarate | | | | | |
| Velocità: massime nelle varie marce: 64 km/h in I, 97 in II, 140 in III, 59 in retromarcia; massima 190 km/h | Velocità: massime nelle varie marce: 64 km/h in I, 97 in II, 140 in III, 59 in retromarcia; massima 190 km/h | Velocità: massime nelle varie marce: 64 km/h in I, 97 in II, 140 in III, 59 in retromarcia; massima 190 km/h | Accelerazione: | Accelerazione: | Accelerazione: |
| Consumi | calcolato secondo norme CUNA (in IV marcia, a una velocità costante pari ai 2/3-3/4 della velocità massima, cioè, nella fattispecie, a circa 125-135 km/h) 11,7 litri di supercarburante (con NO minimo di 92) ogni 100 km | calcolato secondo norme CUNA (in IV marcia, a una velocità costante pari ai 2/3-3/4 della velocità massima, cioè, nella fattispecie, a circa 125-135 km/h) 11,7 litri di supercarburante (con NO minimo di 92) ogni 100 km | calcolato secondo norme CUNA (in IV marcia, a una velocità costante pari ai 2/3-3/4 della velocità massima, cioè, nella fattispecie, a circa 125-135 km/h) 11,7 litri di supercarburante (con NO minimo di 92) ogni 100 km | calcolato secondo norme CUNA (in IV marcia, a una velocità costante pari ai 2/3-3/4 della velocità massima, cioè, nella fattispecie, a circa 125-135 km/h) 11,7 litri di supercarburante (con NO minimo di 92) ogni 100 km | calcolato secondo norme CUNA (in IV marcia, a una velocità costante pari ai 2/3-3/4 della velocità massima, cioè, nella fattispecie, a circa 125-135 km/h) 11,7 litri di supercarburante (con NO minimo di 92) ogni 100 km |
| Altro | | | | | |
| Lubrificazione | forzata, con pompa ad ingranaggi e valvola limitatrice della pressione; filtro del tipo “a cartuccia” posto sul lato sinistro del motore, filtro a rete nella succheruola; capacità circuito circa litri 6,60 (pari a kg 6,0), compresi filtri e tubazioni; raffreddamento olio con radiatore sul lato sinistro del radiatore acqua. | forzata, con pompa ad ingranaggi e valvola limitatrice della pressione; filtro del tipo “a cartuccia” posto sul lato sinistro del motore, filtro a rete nella succheruola; capacità circuito circa litri 6,60 (pari a kg 6,0), compresi filtri e tubazioni; raffreddamento olio con radiatore sul lato sinistro del radiatore acqua. | forzata, con pompa ad ingranaggi e valvola limitatrice della pressione; filtro del tipo “a cartuccia” posto sul lato sinistro del motore, filtro a rete nella succheruola; capacità circuito circa litri 6,60 (pari a kg 6,0), compresi filtri e tubazioni; raffreddamento olio con radiatore sul lato sinistro del radiatore acqua. | forzata, con pompa ad ingranaggi e valvola limitatrice della pressione; filtro del tipo “a cartuccia” posto sul lato sinistro del motore, filtro a rete nella succheruola; capacità circuito circa litri 6,60 (pari a kg 6,0), compresi filtri e tubazioni; raffreddamento olio con radiatore sul lato sinistro del radiatore acqua. | forzata, con pompa ad ingranaggi e valvola limitatrice della pressione; filtro del tipo “a cartuccia” posto sul lato sinistro del motore, filtro a rete nella succheruola; capacità circuito circa litri 6,60 (pari a kg 6,0), compresi filtri e tubazioni; raffreddamento olio con radiatore sul lato sinistro del radiatore acqua. |
| Raffreddamento | ad acqua, a circolazione forzata, con pompa centrifuga coassiale col ventilatore ausiliario a 4 pale, comandato con cinghia trapezoidale; l'impianto è regolato da due termostati, uno sulle tubazioni e l'altro che comanda la persiana al radiatore; capacità circuito (radiatore e motore) litri 10 (incluso 1 litro dei riscaldatori); introduzione acqua tramite apertura tappo sul radiatore; scarico acqua tramite rubinetto posto sul lato destro del motore. | ad acqua, a circolazione forzata, con pompa centrifuga coassiale col ventilatore ausiliario a 4 pale, comandato con cinghia trapezoidale; l'impianto è regolato da due termostati, uno sulle tubazioni e l'altro che comanda la persiana al radiatore; capacità circuito (radiatore e motore) litri 10 (incluso 1 litro dei riscaldatori); introduzione acqua tramite apertura tappo sul radiatore; scarico acqua tramite rubinetto posto sul lato destro del motore. | ad acqua, a circolazione forzata, con pompa centrifuga coassiale col ventilatore ausiliario a 4 pale, comandato con cinghia trapezoidale; l'impianto è regolato da due termostati, uno sulle tubazioni e l'altro che comanda la persiana al radiatore; capacità circuito (radiatore e motore) litri 10 (incluso 1 litro dei riscaldatori); introduzione acqua tramite apertura tappo sul radiatore; scarico acqua tramite rubinetto posto sul lato destro del motore.                                                                                 | ad acqua, a circolazione forzata, con pompa centrifuga coassiale col ventilatore ausiliario a 4 pale, comandato con cinghia trapezoidale; l'impianto è regolato da due termostati, uno sulle tubazioni e l'altro che comanda la persiana al radiatore; capacità circuito (radiatore e motore) litri 10 (incluso 1 litro dei riscaldatori); introduzione acqua tramite apertura tappo sul radiatore; scarico acqua tramite rubinetto posto sul lato destro del motore.                                                                                 | ad acqua, a circolazione forzata, con pompa centrifuga coassiale col ventilatore ausiliario a 4 pale, comandato con cinghia trapezoidale; l'impianto è regolato da due termostati, uno sulle tubazioni e l'altro che comanda la persiana al radiatore; capacità circuito (radiatore e motore) litri 10 (incluso 1 litro dei riscaldatori); introduzione acqua tramite apertura tappo sul radiatore; scarico acqua tramite rubinetto posto sul lato destro del motore.                                                                                 |

| Altri dati                            | |
| Trasmissione                          | trazione sulle ruote posteriori; frizione, cambio e differenziale in gruppo unico, fissato al telaio e disposto al retrotreno; albero di trasmissione di tipo tubolare, senza supporto intermedio. |
| Rapporto al ponte                     | rapporto finale di riduzione, con coppia conica Hypoid 13/45 (3,461:1). |
| Impianto frenante                     | freni d'esercizio, a pedale: nei primissimi (e pochissimi) esemplari, a tamburo, idraulici ed agenti sulle 4 ruote, con ceppi avvolgenti ad espansione mentre negli esemplari successivi (a partire dal febbraio-marzo 1959) freni a disco Dunlop sulle 4 ruote, con servofreno a depressione e circuiti ruote anteriori e posteriori indipendenti, diametro dei dischi cm 29,2 anteriormente e cm 30,5 posteriormente; freno di stazionamento, a mano, meccanico ed agente sul propulsore posteriore (l'impugnatura del comando del freno a mano è posizionata sotto il cruscotto); i freni anteriori sono montati normalmente sulle ruote, quelli posteriori sono montati all'uscita dal gruppo frizione-cambio-differenziale. |
| Carrozzeria, arredamenti ed accessori | carrozzeria: coupé 2 porte (porte incernierate anteriormente, cioè con apertura controvento), 2 posti; volante a tre razze. sedili: sedili anteriori divisi bagagliaio: ruota di scorta sotto il piano di carico (coperta da coperchio e da un tappeto di gomma). comandi al volante: pulsante centrale per azionamento avvisatore elettroacustico. comandi a pedale: freno, frizione ed acceleratore (quest'ultimo del tipo a suola); tutti e tre i pedali sono rivestiti in gomma. strumentazione: riunita in due strumenti circolari; lo strumento di sinistra comprende il tachimetro con scala fino a 220 Km. orari, l'indicatore livello benzina, quelli della pressione dell'olio, della temperatura dell'acqua, della temperatura dell'olio e i due contachilometri (totalizzatore e parziale); lo strumento di destra include invece il contagiri (graduato fino a 5500 giri) e l'orologio |
| Pendenze massime superabili           | in prima marcia=36%; in II=23%; in III= 14,5%; in IV=9,5%. ; in retromarcia 40% |
| Tassa di circolazione                 | Potenza fiscale in Italia CV 26; bollo di circolazione annuo: dal debutto (gennaio 1959) al 30-6-59=Lire 87.390 dal 1-7-1959 =Lire 101.085 |
| Prezzo in Italia                      | Dal debutto (gennaio 1959) a fine commercializzazione (dicembre 1961): Lire 3.200.000 (prezzo di listino) Optionals previsti: apparecchio radio (Lire 148.000); freni a disco (Lire 60.000, da notare però che, dal marzo 1959 i freni a disco sono montati su tutti gli esemplari, per cui si tratta di un optional praticamente obbligatorio) |
| Prezzo in Svizzera                    | nel marzo 1959: 28.650 Franchi Svizzeri |

## Flaminia 3C Sport

Una Sport 3C del 1962

La coda della Sport 3C: si nota il fanalino per la retromarcia

Una Sport 3C in fase finale di allestimento nello stabilimento della carrozzeria Zagato

La spia "portiera aperta" applicata sul battente dello sportello

Il 13 gennaio 1962, in occasione della cerimonia di premiazione dei clienti sportivi maggiormente distintisi nelle competizioni del 1961, la Lancia presenta nuove versioni delle Flaminia sportive Touring e Zagato, caratterizzate dall'adozione di un'alimentazione mediante tre carburatori doppio corpo Weber accuratamente registrati e sincronizzati aspiranti l'aria da un unico grande filtro.
Il nuovo sistema di alimentazione, che avviene mediante una pompa elettrica anziché meccanica, determina un notevole incremento della potenza massima, che sale da 119 a 140 cv, e della coppia motrice, che passa da 19 a 20,7 mkg. Altre variazioni riguardano aggiornamenti nell'impianto elettrico (tra cui una nuova dinamo ed un diverso tipo di candele), qualche modifica ai comandi e alla strumentazione (la scala del contagiri, per esempio, arriva ora a 6500), miglioramenti nelle rifiniture, l'aggiunta di una luce posteriore per la retromarcia e l'apposizione, sullo spigolo delle portiere, di una luce-spia che ne segnala l'apertura; viene anche aggiunta una piccola targhetta con la sigla "3C" sulla presa d'aria sul cofano.
Il peso aumenta un po', ma, ciononostante, le prestazioni risultano notevolmente incrementate e la velocità massima dichiarata dalla casa sale di 10 chilometri all'ora, da 190 a 200. Sale anche la pendenza massima superabile (da 36% a 38%); salgono però anche il prezzo (da 3.200.000 a 3.320.000) e il consumo (da 11,7 a 13,3 litri ogni 100 chilometri, secondo le norme CUNA).
La Flaminia 3C Sport rimane in produzione fino all'uscita della nuova versione con motore da 2,8 litri (settembre 1963) ma figura nei listini Lancia ancora per quasi due anni, fino al giugno del 1965.
- Periodo di produzione: approssimativamente, dal gennaio 1962 al settembre 1963 (la 3C Sport con motore da 2,5 litri appare nei listini fino al mese di giugno 1965, dopodiché scompare definitivamente).
- Modelli:
  - tipo 824.13, coupé 2 porte, 2 posti, con guida a sinistra (Non è escluso che qualche esemplare avesse la guida a destra.)
- Numerazione progressiva:
  - tipo 824.13 (assieme a 824.10/824.11): da 3001 a 3856
- Unità prodotte:
  - 152 (da notare che le altre 704 unità, che mancano all'appello per coprire l'intervallo da 3001 a 3856 (856 esemplari), sono così ripartite : 682 del tipo 3C GT Coupé (contraddistinte dalle sigle 824.10/824.11) mentre i restanti 22 chassis, originariamente marchiati 824.13, sono stati successivamente convertiti in 826.232 (SuperSport)[9]
- Caratteristiche principali:
  - motore: anteriore a 6 cilindri a V di 2457,98 cm³, potenza 140 cv (CUNA) a 5600 giri, valvole in testa;
  - carrozzeria: coupé 2 porte, 2 posti, scocca portante, sospensione anteriore a ruote indipendenti, sospensione posteriore a ruote semi-indipendenti (schema De Dion);
  - trasmissione con trazione alle ruote posteriori, cambio a 4 rapporti+retromarcia;
  - dimensioni e peso: passo cm 252, lunghezza cm 449,5, larghezza cm 163, peso (a vuoto) kg 1260;
  - velocità max: km/h 200.

### Caratteristiche tecniche Lancia Flaminia 3C Sport
| Caratteristiche tecniche - Lancia Flaminia 3C Sport | Caratteristiche tecniche - Lancia Flaminia 3C Sport | Caratteristiche tecniche - Lancia Flaminia 3C Sport | Caratteristiche tecniche - Lancia Flaminia 3C Sport | Caratteristiche tecniche - Lancia Flaminia 3C Sport | Caratteristiche tecniche - Lancia Flaminia 3C Sport |
| Configurazione | Configurazione | Configurazione | Configurazione | Configurazione | Configurazione |
| --- | --- | --- | --- | --- | --- |
| Carrozzeria: coupé | Carrozzeria: coupé | Posizione motore: anteriore longitudinale | Posizione motore: anteriore longitudinale | Trazione: posteriore | Trazione: posteriore |
| Dimensioni e pesi | | | | | |
| Ingombri (lungh.×largh.×alt. in mm): 4495 × 1630 × 1305 | Ingombri (lungh.×largh.×alt. in mm): 4495 × 1630 × 1305 | Ingombri (lungh.×largh.×alt. in mm): 4495 × 1630 × 1305 | Ingombri (lungh.×largh.×alt. in mm): 4495 × 1630 × 1305 | Diametro minimo sterzata: | Diametro minimo sterzata: |
| Interasse: 2520 mm | Interasse: 2520 mm | Carreggiate: anteriore 1368 - posteriore 1370 mm | Carreggiate: anteriore 1368 - posteriore 1370 mm | Altezza minima da terra: 115 mm | Altezza minima da terra: 115 mm |
| Posti totali: 2 | Posti totali: 2 | Bagagliaio: | Bagagliaio: | Serbatoio: 57 l, di cui circa 7 di riserva; indicatore livello sul quadro porta-apparecchi del cruscotto | Serbatoio: 57 l, di cui circa 7 di riserva; indicatore livello sul quadro porta-apparecchi del cruscotto |
| Masse | a vuoto: 1.260 kg / in ordine di marcia: 1.330 kg | a vuoto: 1.260 kg / in ordine di marcia: 1.330 kg | a vuoto: 1.260 kg / in ordine di marcia: 1.330 kg | a vuoto: 1.260 kg / in ordine di marcia: 1.330 kg | a vuoto: 1.260 kg / in ordine di marcia: 1.330 kg |
| Meccanica | | | | | |
| Tipo motore: 6 cilindri a V (60°), tipo "823.10”; monoblocco; corpo cilindri in alluminio con canne ghisa piantate; pistoni in lega d'alluminio, con tre anelli (due di tenuta e uno raschiaolio); testa cilindri in alluminio con sedi valvole riportate; bielle in acciaio con boccole perno stantuffo in bronzo; albero motore ruotante su 4 supporti; sospensione del gruppo motore su 4 supporti, su doppi tamponi di gomma. Rapporto di compressione: 9,00:1 | Tipo motore: 6 cilindri a V (60°), tipo "823.10”; monoblocco; corpo cilindri in alluminio con canne ghisa piantate; pistoni in lega d'alluminio, con tre anelli (due di tenuta e uno raschiaolio); testa cilindri in alluminio con sedi valvole riportate; bielle in acciaio con boccole perno stantuffo in bronzo; albero motore ruotante su 4 supporti; sospensione del gruppo motore su 4 supporti, su doppi tamponi di gomma. Rapporto di compressione: 9,00:1 | Tipo motore: 6 cilindri a V (60°), tipo "823.10”; monoblocco; corpo cilindri in alluminio con canne ghisa piantate; pistoni in lega d'alluminio, con tre anelli (due di tenuta e uno raschiaolio); testa cilindri in alluminio con sedi valvole riportate; bielle in acciaio con boccole perno stantuffo in bronzo; albero motore ruotante su 4 supporti; sospensione del gruppo motore su 4 supporti, su doppi tamponi di gomma. Rapporto di compressione: 9,00:1 | Cilindrata: (alesaggio mm 80,00 - corsa mm 81,50); totale 2457,98 cm³ | Cilindrata: (alesaggio mm 80,00 - corsa mm 81,50); totale 2457,98 cm³ | Cilindrata: (alesaggio mm 80,00 - corsa mm 81,50); totale 2457,98 cm³ |
| Distribuzione: albero a camme, nel basamento, in posizione centrale (posto cioè nell'angolo formato dalle due file di cilindri) comandato a catena con tenditore idraulico automatico; valvole in testa (due per cilindro) inclinate tra di loro, azionate da puntalini e bilancieri; camere di scoppio emisferiche; messa in fase della distribuzione: a) aspirazione: apertura 22° prima del P.M.S. (Punto Morto Superiore), chiusura 60° (66º secondo alcune fonti) dopo il P.M.I. (Punto Morto Inferiore): b) scarico: apertura 60° (66º secondo alcune fonti) prima del P.M.I., chiusura: 22° dopo il P.M.S. con gioco valvole, speciale per il controllo, mm 0,4; gioco normale valvole a motore freddo: aspirazione 0,20 mm, scarico 0,30 mm. | Distribuzione: albero a camme, nel basamento, in posizione centrale (posto cioè nell'angolo formato dalle due file di cilindri) comandato a catena con tenditore idraulico automatico; valvole in testa (due per cilindro) inclinate tra di loro, azionate da puntalini e bilancieri; camere di scoppio emisferiche; messa in fase della distribuzione: a) aspirazione: apertura 22° prima del P.M.S. (Punto Morto Superiore), chiusura 60° (66º secondo alcune fonti) dopo il P.M.I. (Punto Morto Inferiore): b) scarico: apertura 60° (66º secondo alcune fonti) prima del P.M.I., chiusura: 22° dopo il P.M.S. con gioco valvole, speciale per il controllo, mm 0,4; gioco normale valvole a motore freddo: aspirazione 0,20 mm, scarico 0,30 mm. | Distribuzione: albero a camme, nel basamento, in posizione centrale (posto cioè nell'angolo formato dalle due file di cilindri) comandato a catena con tenditore idraulico automatico; valvole in testa (due per cilindro) inclinate tra di loro, azionate da puntalini e bilancieri; camere di scoppio emisferiche; messa in fase della distribuzione: a) aspirazione: apertura 22° prima del P.M.S. (Punto Morto Superiore), chiusura 60° (66º secondo alcune fonti) dopo il P.M.I. (Punto Morto Inferiore): b) scarico: apertura 60° (66º secondo alcune fonti) prima del P.M.I., chiusura: 22° dopo il P.M.S. con gioco valvole, speciale per il controllo, mm 0,4; gioco normale valvole a motore freddo: aspirazione 0,20 mm, scarico 0,30 mm. | Alimentazione: 1 carburatore invertito doppio corpo Weber 35 DCNL 3 con starter e 2 carburatori invertiti doppio corpo Weber 35 DCLN 2 senza starter; pompa elettrica tipo Bendix situata sul lato sinistro del vano bagagli; dati di regolazione: diffusore mm 30, getto principale mm 1,30, getto del minimo 0,55, freno aria mm 2,40; filtro aria sul carburatore, ad elemento filtrante (a richiesta filtro a bagno d'olio); serbatoio carburante situato posteriormente, sotto il vano bagagli                                                 | Alimentazione: 1 carburatore invertito doppio corpo Weber 35 DCNL 3 con starter e 2 carburatori invertiti doppio corpo Weber 35 DCLN 2 senza starter; pompa elettrica tipo Bendix situata sul lato sinistro del vano bagagli; dati di regolazione: diffusore mm 30, getto principale mm 1,30, getto del minimo 0,55, freno aria mm 2,40; filtro aria sul carburatore, ad elemento filtrante (a richiesta filtro a bagno d'olio); serbatoio carburante situato posteriormente, sotto il vano bagagli                                                 | Alimentazione: 1 carburatore invertito doppio corpo Weber 35 DCNL 3 con starter e 2 carburatori invertiti doppio corpo Weber 35 DCLN 2 senza starter; pompa elettrica tipo Bendix situata sul lato sinistro del vano bagagli; dati di regolazione: diffusore mm 30, getto principale mm 1,30, getto del minimo 0,55, freno aria mm 2,40; filtro aria sul carburatore, ad elemento filtrante (a richiesta filtro a bagno d'olio); serbatoio carburante situato posteriormente, sotto il vano bagagli                                                 |
| Prestazioni motore | Potenza: 140 cv a 5.600 giri/minuto (misurata col sistema CUNA, che conduce a risultati simili a quelli calcolati secondo il più diffuso sistema DIN). / Coppia: 20,7 mkg a 3600 giri /minuto | Potenza: 140 cv a 5.600 giri/minuto (misurata col sistema CUNA, che conduce a risultati simili a quelli calcolati secondo il più diffuso sistema DIN). / Coppia: 20,7 mkg a 3600 giri /minuto | Potenza: 140 cv a 5.600 giri/minuto (misurata col sistema CUNA, che conduce a risultati simili a quelli calcolati secondo il più diffuso sistema DIN). / Coppia: 20,7 mkg a 3600 giri /minuto | Potenza: 140 cv a 5.600 giri/minuto (misurata col sistema CUNA, che conduce a risultati simili a quelli calcolati secondo il più diffuso sistema DIN). / Coppia: 20,7 mkg a 3600 giri /minuto | Potenza: 140 cv a 5.600 giri/minuto (misurata col sistema CUNA, che conduce a risultati simili a quelli calcolati secondo il più diffuso sistema DIN). / Coppia: 20,7 mkg a 3600 giri /minuto |
| Accensione: a spinterogeno; bobina Marelli BZR201A; distributore d'accensione Marelli S 82 B; anticipo fisso 6°, anticipo automatico 23° in più dell'anticipo fisso; ordine d'accensione: 1-4-3-6-5-2; numerazione cilindri: a sinistra 1-3-5, a destra 2-4-6, a partire dal ventilatore; candele Marelli CW 6 SL ; distanza tra gli elettrodi delle candele mm 0,5-0,6; apertura contatti distributore mm 0,37-0,43. | Accensione: a spinterogeno; bobina Marelli BZR201A; distributore d'accensione Marelli S 82 B; anticipo fisso 6°, anticipo automatico 23° in più dell'anticipo fisso; ordine d'accensione: 1-4-3-6-5-2; numerazione cilindri: a sinistra 1-3-5, a destra 2-4-6, a partire dal ventilatore; candele Marelli CW 6 SL ; distanza tra gli elettrodi delle candele mm 0,5-0,6; apertura contatti distributore mm 0,37-0,43. | Accensione: a spinterogeno; bobina Marelli BZR201A; distributore d'accensione Marelli S 82 B; anticipo fisso 6°, anticipo automatico 23° in più dell'anticipo fisso; ordine d'accensione: 1-4-3-6-5-2; numerazione cilindri: a sinistra 1-3-5, a destra 2-4-6, a partire dal ventilatore; candele Marelli CW 6 SL ; distanza tra gli elettrodi delle candele mm 0,5-0,6; apertura contatti distributore mm 0,37-0,43. | Impianto elettrico: a 12 V - batteria da 45 Ah (sistemata nel cofano anteriore); dinamo Marelli DN 62 D da 300 W; motorino di avviamento elettrico Marelli MT 32 LA-0,8/12 D9; regolatore a tre nuclei Marelli IR 50 E | Impianto elettrico: a 12 V - batteria da 45 Ah (sistemata nel cofano anteriore); dinamo Marelli DN 62 D da 300 W; motorino di avviamento elettrico Marelli MT 32 LA-0,8/12 D9; regolatore a tre nuclei Marelli IR 50 E | Impianto elettrico: a 12 V - batteria da 45 Ah (sistemata nel cofano anteriore); dinamo Marelli DN 62 D da 300 W; motorino di avviamento elettrico Marelli MT 32 LA-0,8/12 D9; regolatore a tre nuclei Marelli IR 50 E |
| Frizione: in blocco unico con cambio e differenziale (blocco unico disposto al retrotreno, come indicato alla voce “trasmissione”) monodisco a secco; corsa del pedale mm 20-25; per regolare la corsa del pedale occorre far ruotare la forcella posteriore del tirante di comando | Frizione: in blocco unico con cambio e differenziale (blocco unico disposto al retrotreno, come indicato alla voce “trasmissione”) monodisco a secco; corsa del pedale mm 20-25; per regolare la corsa del pedale occorre far ruotare la forcella posteriore del tirante di comando | Frizione: in blocco unico con cambio e differenziale (blocco unico disposto al retrotreno, come indicato alla voce “trasmissione”) monodisco a secco; corsa del pedale mm 20-25; per regolare la corsa del pedale occorre far ruotare la forcella posteriore del tirante di comando | Cambio: in blocco con frizione e differenziale (blocco unico disposto al retrotreno) a 4 rapporti+retromarcia; tutte le marce avanti sono silenziose e sincronizzate; rapporti: I=3,09:1; II=2,05:1; III=1,41:1; IV=1:1; RM=3,35:1; leva di comando centrale, a cloche; capacità olio gruppo propulsore (cambio-differenziale) litri 4,10 (pari a kg 3,70) | Cambio: in blocco con frizione e differenziale (blocco unico disposto al retrotreno) a 4 rapporti+retromarcia; tutte le marce avanti sono silenziose e sincronizzate; rapporti: I=3,09:1; II=2,05:1; III=1,41:1; IV=1:1; RM=3,35:1; leva di comando centrale, a cloche; capacità olio gruppo propulsore (cambio-differenziale) litri 4,10 (pari a kg 3,70) | Cambio: in blocco con frizione e differenziale (blocco unico disposto al retrotreno) a 4 rapporti+retromarcia; tutte le marce avanti sono silenziose e sincronizzate; rapporti: I=3,09:1; II=2,05:1; III=1,41:1; IV=1:1; RM=3,35:1; leva di comando centrale, a cloche; capacità olio gruppo propulsore (cambio-differenziale) litri 4,10 (pari a kg 3,70) |
| Telaio | | | | | |
| Corpo vettura | carrozzeria autoportante con struttura di supporto in lamiera d'acciaio saldata e con lastratura in lamiera di alluminio; telaio ausiliario raggruppante motore, montanti sospensioni anteriori e guida | carrozzeria autoportante con struttura di supporto in lamiera d'acciaio saldata e con lastratura in lamiera di alluminio; telaio ausiliario raggruppante motore, montanti sospensioni anteriori e guida | carrozzeria autoportante con struttura di supporto in lamiera d'acciaio saldata e con lastratura in lamiera di alluminio; telaio ausiliario raggruppante motore, montanti sospensioni anteriori e guida | carrozzeria autoportante con struttura di supporto in lamiera d'acciaio saldata e con lastratura in lamiera di alluminio; telaio ausiliario raggruppante motore, montanti sospensioni anteriori e guida | carrozzeria autoportante con struttura di supporto in lamiera d'acciaio saldata e con lastratura in lamiera di alluminio; telaio ausiliario raggruppante motore, montanti sospensioni anteriori e guida |
| Sterzo | a vite globoidale e rullo; capacità olio scatola guida litri 0,31 (kg 0,28); introduzione olio tramite tappo sul coperchio scatola (il livello è normale quando l'olio copre la vite globoidale); snodi a sfera (lubrificati solo al montaggio); ingrassatore a pressione sul perno di rinvio; timoneria con ammortizzatore idraulico telescopico; la posizione di guida è a sinistra (probabile possibilità di ottenere, a richiesta, la guida a destra); volante spostabile di mm 40 in avanti o indietro, con manicotto di bloccaggio. | a vite globoidale e rullo; capacità olio scatola guida litri 0,31 (kg 0,28); introduzione olio tramite tappo sul coperchio scatola (il livello è normale quando l'olio copre la vite globoidale); snodi a sfera (lubrificati solo al montaggio); ingrassatore a pressione sul perno di rinvio; timoneria con ammortizzatore idraulico telescopico; la posizione di guida è a sinistra (probabile possibilità di ottenere, a richiesta, la guida a destra); volante spostabile di mm 40 in avanti o indietro, con manicotto di bloccaggio. | a vite globoidale e rullo; capacità olio scatola guida litri 0,31 (kg 0,28); introduzione olio tramite tappo sul coperchio scatola (il livello è normale quando l'olio copre la vite globoidale); snodi a sfera (lubrificati solo al montaggio); ingrassatore a pressione sul perno di rinvio; timoneria con ammortizzatore idraulico telescopico; la posizione di guida è a sinistra (probabile possibilità di ottenere, a richiesta, la guida a destra); volante spostabile di mm 40 in avanti o indietro, con manicotto di bloccaggio.           | a vite globoidale e rullo; capacità olio scatola guida litri 0,31 (kg 0,28); introduzione olio tramite tappo sul coperchio scatola (il livello è normale quando l'olio copre la vite globoidale); snodi a sfera (lubrificati solo al montaggio); ingrassatore a pressione sul perno di rinvio; timoneria con ammortizzatore idraulico telescopico; la posizione di guida è a sinistra (probabile possibilità di ottenere, a richiesta, la guida a destra); volante spostabile di mm 40 in avanti o indietro, con manicotto di bloccaggio.           | a vite globoidale e rullo; capacità olio scatola guida litri 0,31 (kg 0,28); introduzione olio tramite tappo sul coperchio scatola (il livello è normale quando l'olio copre la vite globoidale); snodi a sfera (lubrificati solo al montaggio); ingrassatore a pressione sul perno di rinvio; timoneria con ammortizzatore idraulico telescopico; la posizione di guida è a sinistra (probabile possibilità di ottenere, a richiesta, la guida a destra); volante spostabile di mm 40 in avanti o indietro, con manicotto di bloccaggio.           |
| Sospensioni | anteriori: a ruote indipendenti a quadrilatero trasversale, molle ad elica e barra stabilizzatrice; ammortizzatori idraulici telescopici a doppio effetto / posteriori: a ruote semi-indipendenti (schema De Dion), mediante assale con barra di reazione trasversale e barra stabilizzatrice, balestre longitudinali ed ammortizzatori idraulici telescopici a doppio effetto | anteriori: a ruote indipendenti a quadrilatero trasversale, molle ad elica e barra stabilizzatrice; ammortizzatori idraulici telescopici a doppio effetto / posteriori: a ruote semi-indipendenti (schema De Dion), mediante assale con barra di reazione trasversale e barra stabilizzatrice, balestre longitudinali ed ammortizzatori idraulici telescopici a doppio effetto | anteriori: a ruote indipendenti a quadrilatero trasversale, molle ad elica e barra stabilizzatrice; ammortizzatori idraulici telescopici a doppio effetto / posteriori: a ruote semi-indipendenti (schema De Dion), mediante assale con barra di reazione trasversale e barra stabilizzatrice, balestre longitudinali ed ammortizzatori idraulici telescopici a doppio effetto | anteriori: a ruote indipendenti a quadrilatero trasversale, molle ad elica e barra stabilizzatrice; ammortizzatori idraulici telescopici a doppio effetto / posteriori: a ruote semi-indipendenti (schema De Dion), mediante assale con barra di reazione trasversale e barra stabilizzatrice, balestre longitudinali ed ammortizzatori idraulici telescopici a doppio effetto | anteriori: a ruote indipendenti a quadrilatero trasversale, molle ad elica e barra stabilizzatrice; ammortizzatori idraulici telescopici a doppio effetto / posteriori: a ruote semi-indipendenti (schema De Dion), mediante assale con barra di reazione trasversale e barra stabilizzatrice, balestre longitudinali ed ammortizzatori idraulici telescopici a doppio effetto |
| Freni | anteriori: a disco Dunlop / posteriori: a disco Dunlop; freni d'esercizio, a pedale, con servofreno a depressione e circuiti ruote anteriori e posteriori indipendenti, diametro dei dischi cm 29,2 anteriormente e cm 30,5 posteriormente; freno di stazionamento, a mano, meccanico ed agente sul propulsore posteriore (l'impugnatura del comando del freno a mano è posizionata sotto il cruscotto); i freni anteriori sono montati normalmente sulle ruote, quelli posteriori sono montati all'uscita dal gruppo frizione-cambio-differenziale | anteriori: a disco Dunlop / posteriori: a disco Dunlop; freni d'esercizio, a pedale, con servofreno a depressione e circuiti ruote anteriori e posteriori indipendenti, diametro dei dischi cm 29,2 anteriormente e cm 30,5 posteriormente; freno di stazionamento, a mano, meccanico ed agente sul propulsore posteriore (l'impugnatura del comando del freno a mano è posizionata sotto il cruscotto); i freni anteriori sono montati normalmente sulle ruote, quelli posteriori sono montati all'uscita dal gruppo frizione-cambio-differenziale | anteriori: a disco Dunlop / posteriori: a disco Dunlop; freni d'esercizio, a pedale, con servofreno a depressione e circuiti ruote anteriori e posteriori indipendenti, diametro dei dischi cm 29,2 anteriormente e cm 30,5 posteriormente; freno di stazionamento, a mano, meccanico ed agente sul propulsore posteriore (l'impugnatura del comando del freno a mano è posizionata sotto il cruscotto); i freni anteriori sono montati normalmente sulle ruote, quelli posteriori sono montati all'uscita dal gruppo frizione-cambio-differenziale | anteriori: a disco Dunlop / posteriori: a disco Dunlop; freni d'esercizio, a pedale, con servofreno a depressione e circuiti ruote anteriori e posteriori indipendenti, diametro dei dischi cm 29,2 anteriormente e cm 30,5 posteriormente; freno di stazionamento, a mano, meccanico ed agente sul propulsore posteriore (l'impugnatura del comando del freno a mano è posizionata sotto il cruscotto); i freni anteriori sono montati normalmente sulle ruote, quelli posteriori sono montati all'uscita dal gruppo frizione-cambio-differenziale | anteriori: a disco Dunlop / posteriori: a disco Dunlop; freni d'esercizio, a pedale, con servofreno a depressione e circuiti ruote anteriori e posteriori indipendenti, diametro dei dischi cm 29,2 anteriormente e cm 30,5 posteriormente; freno di stazionamento, a mano, meccanico ed agente sul propulsore posteriore (l'impugnatura del comando del freno a mano è posizionata sotto il cruscotto); i freni anteriori sono montati normalmente sulle ruote, quelli posteriori sono montati all'uscita dal gruppo frizione-cambio-differenziale |
| Pneumatici | misure 165x400; pressioni gonfiaggio (a freddo): 2,10 kg/cm² anteriormente e 2,50 kg/cm² posteriormente / Cerchi: a disco, in lamiera stampata, 185x400 | misure 165x400; pressioni gonfiaggio (a freddo): 2,10 kg/cm² anteriormente e 2,50 kg/cm² posteriormente / Cerchi: a disco, in lamiera stampata, 185x400 | misure 165x400; pressioni gonfiaggio (a freddo): 2,10 kg/cm² anteriormente e 2,50 kg/cm² posteriormente / Cerchi: a disco, in lamiera stampata, 185x400 | misure 165x400; pressioni gonfiaggio (a freddo): 2,10 kg/cm² anteriormente e 2,50 kg/cm² posteriormente / Cerchi: a disco, in lamiera stampata, 185x400 | misure 165x400; pressioni gonfiaggio (a freddo): 2,10 kg/cm² anteriormente e 2,50 kg/cm² posteriormente / Cerchi: a disco, in lamiera stampata, 185x400 |
| Prestazioni dichiarate | | | | | |
| Velocità: massime nelle varie marce: 64 km/h in I, 97 in II, 145 in III, 200 in IV, 59 in retromarcia; massima 200 km/h | Velocità: massime nelle varie marce: 64 km/h in I, 97 in II, 145 in III, 200 in IV, 59 in retromarcia; massima 200 km/h | Velocità: massime nelle varie marce: 64 km/h in I, 97 in II, 145 in III, 200 in IV, 59 in retromarcia; massima 200 km/h | Accelerazione: | Accelerazione: | Accelerazione: |
| Consumi | calcolato secondo norme CUNA (in IV marcia, a una velocità costante pari ai 2/3-3/4 della velocità massima, cioè, nella fattispecie, a circa 140-150 km/h) 13,3 litri di supercarburante (con NO minimo di 92) ogni 100 km. | calcolato secondo norme CUNA (in IV marcia, a una velocità costante pari ai 2/3-3/4 della velocità massima, cioè, nella fattispecie, a circa 140-150 km/h) 13,3 litri di supercarburante (con NO minimo di 92) ogni 100 km. | calcolato secondo norme CUNA (in IV marcia, a una velocità costante pari ai 2/3-3/4 della velocità massima, cioè, nella fattispecie, a circa 140-150 km/h) 13,3 litri di supercarburante (con NO minimo di 92) ogni 100 km. | calcolato secondo norme CUNA (in IV marcia, a una velocità costante pari ai 2/3-3/4 della velocità massima, cioè, nella fattispecie, a circa 140-150 km/h) 13,3 litri di supercarburante (con NO minimo di 92) ogni 100 km. | calcolato secondo norme CUNA (in IV marcia, a una velocità costante pari ai 2/3-3/4 della velocità massima, cioè, nella fattispecie, a circa 140-150 km/h) 13,3 litri di supercarburante (con NO minimo di 92) ogni 100 km. |
| Altro | | | | | |
| Lubrificazione | forzata, con pompa ad ingranaggi e valvola limitatrice della pressione; filtro del tipo “a cartuccia” posto sul lato sinistro del motore, filtro a rete nella succheruola; capacità circuito circa litri 6,60 (pari a kg 6,0), compresi filtri e tubazioni; raffreddamento olio con radiatore sul lato sinistro del radiatore acqua. | forzata, con pompa ad ingranaggi e valvola limitatrice della pressione; filtro del tipo “a cartuccia” posto sul lato sinistro del motore, filtro a rete nella succheruola; capacità circuito circa litri 6,60 (pari a kg 6,0), compresi filtri e tubazioni; raffreddamento olio con radiatore sul lato sinistro del radiatore acqua. | forzata, con pompa ad ingranaggi e valvola limitatrice della pressione; filtro del tipo “a cartuccia” posto sul lato sinistro del motore, filtro a rete nella succheruola; capacità circuito circa litri 6,60 (pari a kg 6,0), compresi filtri e tubazioni; raffreddamento olio con radiatore sul lato sinistro del radiatore acqua. | forzata, con pompa ad ingranaggi e valvola limitatrice della pressione; filtro del tipo “a cartuccia” posto sul lato sinistro del motore, filtro a rete nella succheruola; capacità circuito circa litri 6,60 (pari a kg 6,0), compresi filtri e tubazioni; raffreddamento olio con radiatore sul lato sinistro del radiatore acqua. | forzata, con pompa ad ingranaggi e valvola limitatrice della pressione; filtro del tipo “a cartuccia” posto sul lato sinistro del motore, filtro a rete nella succheruola; capacità circuito circa litri 6,60 (pari a kg 6,0), compresi filtri e tubazioni; raffreddamento olio con radiatore sul lato sinistro del radiatore acqua. |
| Raffreddamento | ad acqua, a circolazione forzata, con pompa centrifuga coassiale col ventilatore ausiliario a 4 pale, comandato con cinghia trapezoidale; l'impianto è regolato da due termostati, uno sulle tubazioni e l'altro che comanda la persiana al radiatore; capacità circuito (radiatore e motore) litri 10 (incluso 1 litro dei riscaldatori); introduzione acqua tramite apertura tappo sul radiatore; scarico acqua tramite rubinetto posto sul lato destro del motore. | ad acqua, a circolazione forzata, con pompa centrifuga coassiale col ventilatore ausiliario a 4 pale, comandato con cinghia trapezoidale; l'impianto è regolato da due termostati, uno sulle tubazioni e l'altro che comanda la persiana al radiatore; capacità circuito (radiatore e motore) litri 10 (incluso 1 litro dei riscaldatori); introduzione acqua tramite apertura tappo sul radiatore; scarico acqua tramite rubinetto posto sul lato destro del motore. | ad acqua, a circolazione forzata, con pompa centrifuga coassiale col ventilatore ausiliario a 4 pale, comandato con cinghia trapezoidale; l'impianto è regolato da due termostati, uno sulle tubazioni e l'altro che comanda la persiana al radiatore; capacità circuito (radiatore e motore) litri 10 (incluso 1 litro dei riscaldatori); introduzione acqua tramite apertura tappo sul radiatore; scarico acqua tramite rubinetto posto sul lato destro del motore.                                                                               | ad acqua, a circolazione forzata, con pompa centrifuga coassiale col ventilatore ausiliario a 4 pale, comandato con cinghia trapezoidale; l'impianto è regolato da due termostati, uno sulle tubazioni e l'altro che comanda la persiana al radiatore; capacità circuito (radiatore e motore) litri 10 (incluso 1 litro dei riscaldatori); introduzione acqua tramite apertura tappo sul radiatore; scarico acqua tramite rubinetto posto sul lato destro del motore.                                                                               | ad acqua, a circolazione forzata, con pompa centrifuga coassiale col ventilatore ausiliario a 4 pale, comandato con cinghia trapezoidale; l'impianto è regolato da due termostati, uno sulle tubazioni e l'altro che comanda la persiana al radiatore; capacità circuito (radiatore e motore) litri 10 (incluso 1 litro dei riscaldatori); introduzione acqua tramite apertura tappo sul radiatore; scarico acqua tramite rubinetto posto sul lato destro del motore.                                                                               |

| Altri dati                            | Altri dati |
| ------------------------------------- | --- |
| Trasmissione                          | frizione, cambio e differenziale in gruppo unico, fissato al telaio e disposto al retrotreno; albero di trasmissione di tipo tubolare, senza supporto intermedio. |
| Rapporto al ponte                     | rapporto finale di riduzione, con coppia conica Hypoid 13/45 (3,461:1). |
| Carrozzeria, arredamenti ed accessori | carrozzeria: coupé 2 porte (porte incernierate anteriormente, cioè con apertura controvento), 2 posti; volante a tre razze. sedili: sedili anteriori divisi. bagagliaio: ruota di scorta sotto il piano di carico (coperta da coperchio e da un tappeto di gomma); è possibile accedere al vano bagagli anche tramite uno sportello comunicante con l'abitacolo. comandi al volante: pulsante centrale per azionamento avvisatore elettroacustico. comandi a pedale: freno, frizione ed acceleratore (quest'ultimo del tipo a suola); tutti e tre i pedali sono rivestiti in gomma. strumentazione: riunita in due strumenti circolari; lo strumento di sinistra comprende il tachimetro con scala fino a 220 Km. orari, l'indicatore livello benzina, quelli della pressione dell'olio, della temperatura dell'acqua, della temperatura dell'olio e i due contachilometri (totalizzatore e parziale); lo strumento di destra include invece il contagiri (graduato fino a 6500 giri) e l'orologio. |
| Pendenze massime superabili           | in prima marcia=38%; in II=23%; in III= 15%; in IV=10%. ; in retromarcia 40% |
| Tassa di circolazione                 | Potenza fiscale in Italia CV 26; bollo di circolazione annuo: dal debutto (gennaio 1962) a fine commercializzazione (giugno 1965)=Lire 106.140. |
| Prezzo in Italia                      | Dal debutto (gennaio 1962) ad agosto 1962: Lire 3.320.000 (prezzo di listino) da settembre 1962 a fine commercializzazione (giugno 1965): Lire 3.380.000 Optionals previsti: apparecchio radio (Lire 148.000, successivamente ribassata a 130.000 Lire); freni a disco (Lire 60.000, da notare che i freni a disco sono montati su tutti gli esemplari, per cui si tratta di un optional praticamente obbligatorio; dal luglio 1962, grosso modo in concomitanza con l'aumento del prezzo di listino, i freni a disco non sono più da pagare a parte). |
| Prezzo in Svizzera                    | nel marzo 1962: 28.800 Franchi Svizzeri |

## Flaminia 3C Sport 2.8

Una Flaminia 3C Sport vista lateralmente

Al XLI salone dell'automobile di Francoforte dell'autunno 1963 tutte le Flaminia vengono presentate con un motore la cui cilindrata è portata da 2,5 a 2,8 litri (mediante il rialesaggio dei cilindri da 80 a 85 mm) e che, nel caso delle versioni più sportive quali la Sport Zagato, raggiunge i 150 cv (contro i precedenti 140) ed è più elastico (la coppia massima sale da 20,7 a 22,8 mkg a 3500 giri), conferendo alla Flaminia 3C Sport un sensibile miglioramento nella ripresa, mentre la velocità massima rimane attestata attorno ai 200 Km. orari.
Il consumo sale a sua volta, ma in misura quasi irrilevante (da 13,3 a 13,5 litri ogni 100 km).
Tecnicamente si notano queste altre variazioni: aumento della capacità del circuito di lubrificazione, nuovi rapporti del cambio di velocità, aumento del diametro dei dischi dei freni, batteria con maggior amperaggio, candele di nuovo tipo.
La carrozzeria non subisce variazioni, tanto è vero che la nuova 2800 si differenzia dalla sorella minore solo per l'aggiunta della specifica "2.8" sul cofano del portabagagli.
La Flaminia 3C Sport 2.8 viene prodotta fino al 1964 quando viene sostituita dal nuovo modello denominato Supersport, che mantiene il motore da 2774 cm³.

Il posto di guida della Flaminia 3C Sport

- Periodo di produzione: dal 1963 al 1964
- Modelli:
  - tipo 826.132, coupé 2 porte, 2 posti, con guida a sinistra
- Numerazione progressiva:
  - tipo 826.132: da 1001 a 1070
- Unità prodotte:
  - 33 (probabilmente tutte con guida a sinistra); da notare che le altre 37 unità, che mancano all'appello per coprire l'intervallo da 1001 a 1070 (70 esemplari), sono telai successivamente modificati nel tipo 826.232 (Supersport)
- Caratteristiche principali:
  - motore: anteriore a 6 cilindri a V di 2774,83 cm³, potenza 150 cv (CUNA) a 5400 giri, valvole in testa;
  - carrozzeria: coupé 2 porte, 2 posti, scocca portante, sospensione anteriore a ruote indipendenti, sospensione posteriore a ruote semi-indipendenti (schema De Dion);
  - trasmissione con trazione alle ruote posteriori, cambio a 4 rapporti+retromarcia;
  - dimensioni e peso: passo cm 252, lunghezza cm 449,5, larghezza cm 163, peso (a vuoto) kg 1260;
  - velocità max: km/h 200.

### Caratteristiche tecniche Flaminia 3C Sport 2.8
| Caratteristiche tecniche - Lancia Flaminia 3C Sport 2.8 | Caratteristiche tecniche - Lancia Flaminia 3C Sport 2.8 | Caratteristiche tecniche - Lancia Flaminia 3C Sport 2.8 | Caratteristiche tecniche - Lancia Flaminia 3C Sport 2.8 | Caratteristiche tecniche - Lancia Flaminia 3C Sport 2.8 | Caratteristiche tecniche - Lancia Flaminia 3C Sport 2.8 |
| --- | --- | --- | --- | --- | --- |
| | | | | | |
| Configurazione | | | | | |
| Carrozzeria: coupé | Carrozzeria: coupé | Posizione motore: anteriore longitudinale | Posizione motore: anteriore longitudinale | Trazione: posteriore | Trazione: posteriore |
| Dimensioni e pesi | | | | | |
| Ingombri (lungh.×largh.×alt. in mm): 4495 × 1630 × 1305 | Ingombri (lungh.×largh.×alt. in mm): 4495 × 1630 × 1305 | Ingombri (lungh.×largh.×alt. in mm): 4495 × 1630 × 1305 | Ingombri (lungh.×largh.×alt. in mm): 4495 × 1630 × 1305 | Diametro minimo sterzata: | Diametro minimo sterzata: |
| Interasse: 2520 mm | Interasse: 2520 mm | Carreggiate: anteriore 1368 - posteriore 1370 mm | Carreggiate: anteriore 1368 - posteriore 1370 mm | Altezza minima da terra: 115 mm | Altezza minima da terra: 115 mm |
| Posti totali: 2 | Posti totali: 2 | Bagagliaio: | Bagagliaio: | Serbatoio: | Serbatoio: |
| Masse | a vuoto: 1.260 kg / in ordine di marcia: 1.330 kg | a vuoto: 1.260 kg / in ordine di marcia: 1.330 kg | a vuoto: 1.260 kg / in ordine di marcia: 1.330 kg | a vuoto: 1.260 kg / in ordine di marcia: 1.330 kg | a vuoto: 1.260 kg / in ordine di marcia: 1.330 kg |
| Meccanica | | | | | |
| Tipo motore: 6 cilindri a V (60°) tipo "826.100”; monoblocco; corpo cilindri in alluminio con canne ghisa piantate; pistoni in lega d'alluminio, con tre anelli (due di tenuta e uno raschiaolio); testa cilindri in alluminio con sedi valvole riportate; bielle in acciaio con boccole perno stantuffo in bronzo; albero motore ruotante su 4 supporti; sospensione del gruppo motore su 4 supporti, su doppi tamponi di gomma. Rapporto di compressione: 9,00:1 | Tipo motore: 6 cilindri a V (60°) tipo "826.100”; monoblocco; corpo cilindri in alluminio con canne ghisa piantate; pistoni in lega d'alluminio, con tre anelli (due di tenuta e uno raschiaolio); testa cilindri in alluminio con sedi valvole riportate; bielle in acciaio con boccole perno stantuffo in bronzo; albero motore ruotante su 4 supporti; sospensione del gruppo motore su 4 supporti, su doppi tamponi di gomma. Rapporto di compressione: 9,00:1 | Tipo motore: 6 cilindri a V (60°) tipo "826.100”; monoblocco; corpo cilindri in alluminio con canne ghisa piantate; pistoni in lega d'alluminio, con tre anelli (due di tenuta e uno raschiaolio); testa cilindri in alluminio con sedi valvole riportate; bielle in acciaio con boccole perno stantuffo in bronzo; albero motore ruotante su 4 supporti; sospensione del gruppo motore su 4 supporti, su doppi tamponi di gomma. Rapporto di compressione: 9,00:1 | Cilindrata: (alesaggio mm 85,00 - corsa mm 81,50); totale 2774,83 cm³ | Cilindrata: (alesaggio mm 85,00 - corsa mm 81,50); totale 2774,83 cm³ | Cilindrata: (alesaggio mm 85,00 - corsa mm 81,50); totale 2774,83 cm³ |
| Distribuzione: albero a camme, nel basamento, in posizione centrale (posto cioè nell'angolo formato dalle due file di cilindri) comandato a catena con tenditore idraulico automatico; valvole in testa (due per cilindro) inclinate tra di loro, azionate da puntalini e bilancieri; camere di scoppio emisferiche; messa in fase della distribuzione: a) aspirazione: apertura 22° prima del P.M.S. (Punto Morto Superiore), chiusura 60° (66º secondo alcune fonti) dopo il P.M.I. (Punto Morto Inferiore): b) scarico: apertura 60° (66º secondo alcune fonti) prima del P.M.I., chiusura: 22° dopo il P.M.S. con gioco valvole, speciale per il controllo, mm 0,4; gioco normale valvole a motore freddo: aspirazione 0,20 mm, scarico 0,30 mm. | Distribuzione: albero a camme, nel basamento, in posizione centrale (posto cioè nell'angolo formato dalle due file di cilindri) comandato a catena con tenditore idraulico automatico; valvole in testa (due per cilindro) inclinate tra di loro, azionate da puntalini e bilancieri; camere di scoppio emisferiche; messa in fase della distribuzione: a) aspirazione: apertura 22° prima del P.M.S. (Punto Morto Superiore), chiusura 60° (66º secondo alcune fonti) dopo il P.M.I. (Punto Morto Inferiore): b) scarico: apertura 60° (66º secondo alcune fonti) prima del P.M.I., chiusura: 22° dopo il P.M.S. con gioco valvole, speciale per il controllo, mm 0,4; gioco normale valvole a motore freddo: aspirazione 0,20 mm, scarico 0,30 mm. | Distribuzione: albero a camme, nel basamento, in posizione centrale (posto cioè nell'angolo formato dalle due file di cilindri) comandato a catena con tenditore idraulico automatico; valvole in testa (due per cilindro) inclinate tra di loro, azionate da puntalini e bilancieri; camere di scoppio emisferiche; messa in fase della distribuzione: a) aspirazione: apertura 22° prima del P.M.S. (Punto Morto Superiore), chiusura 60° (66º secondo alcune fonti) dopo il P.M.I. (Punto Morto Inferiore): b) scarico: apertura 60° (66º secondo alcune fonti) prima del P.M.I., chiusura: 22° dopo il P.M.S. con gioco valvole, speciale per il controllo, mm 0,4; gioco normale valvole a motore freddo: aspirazione 0,20 mm, scarico 0,30 mm. | Alimentazione: 1 carburatore invertito doppio corpo Weber 35 DCNL 3 con starter e 2 carburatori invertiti doppio corpo Weber 35 DCLN 2 senza starter; pompa elettrica tipo Bendix situata sul lato sinistro del vano bagagli; dati di regolazione: diffusore mm 30, getto principale mm 1,30, getto del minimo 0,55, freno aria mm 2,40; filtro aria sul carburatore, ad elemento filtrante (a richiesta filtro a bagno d'olio); serbatoio carburante situato posteriormente, sotto il vano bagagli                                                | Alimentazione: 1 carburatore invertito doppio corpo Weber 35 DCNL 3 con starter e 2 carburatori invertiti doppio corpo Weber 35 DCLN 2 senza starter; pompa elettrica tipo Bendix situata sul lato sinistro del vano bagagli; dati di regolazione: diffusore mm 30, getto principale mm 1,30, getto del minimo 0,55, freno aria mm 2,40; filtro aria sul carburatore, ad elemento filtrante (a richiesta filtro a bagno d'olio); serbatoio carburante situato posteriormente, sotto il vano bagagli                                                | Alimentazione: 1 carburatore invertito doppio corpo Weber 35 DCNL 3 con starter e 2 carburatori invertiti doppio corpo Weber 35 DCLN 2 senza starter; pompa elettrica tipo Bendix situata sul lato sinistro del vano bagagli; dati di regolazione: diffusore mm 30, getto principale mm 1,30, getto del minimo 0,55, freno aria mm 2,40; filtro aria sul carburatore, ad elemento filtrante (a richiesta filtro a bagno d'olio); serbatoio carburante situato posteriormente, sotto il vano bagagli                                                |
| Prestazioni motore | Potenza: 150 cv a 5.400 giri/minuto misurata col sistema CUNA (146 cv se misurata col sistema IGM - Istituto Generale della Motorizzazione)entrambi i metodi conducono a risultati simili a quelli rilevati con il più diffuso sistema DIN); infine la potenza è di 165 cv se misurata col sistema SAE, ovvero con motore non installato in vettura, sul banco, privo di marmitta, di ventilatore e di filtro dell'aria).Il regime di rotazione massimo ammesso è di 5600 giri al minuto / Coppia: 22,8 mkg a 3500 giri /minuto | Potenza: 150 cv a 5.400 giri/minuto misurata col sistema CUNA (146 cv se misurata col sistema IGM - Istituto Generale della Motorizzazione)entrambi i metodi conducono a risultati simili a quelli rilevati con il più diffuso sistema DIN); infine la potenza è di 165 cv se misurata col sistema SAE, ovvero con motore non installato in vettura, sul banco, privo di marmitta, di ventilatore e di filtro dell'aria).Il regime di rotazione massimo ammesso è di 5600 giri al minuto / Coppia: 22,8 mkg a 3500 giri /minuto | Potenza: 150 cv a 5.400 giri/minuto misurata col sistema CUNA (146 cv se misurata col sistema IGM - Istituto Generale della Motorizzazione)entrambi i metodi conducono a risultati simili a quelli rilevati con il più diffuso sistema DIN); infine la potenza è di 165 cv se misurata col sistema SAE, ovvero con motore non installato in vettura, sul banco, privo di marmitta, di ventilatore e di filtro dell'aria).Il regime di rotazione massimo ammesso è di 5600 giri al minuto / Coppia: 22,8 mkg a 3500 giri /minuto                    | Potenza: 150 cv a 5.400 giri/minuto misurata col sistema CUNA (146 cv se misurata col sistema IGM - Istituto Generale della Motorizzazione)entrambi i metodi conducono a risultati simili a quelli rilevati con il più diffuso sistema DIN); infine la potenza è di 165 cv se misurata col sistema SAE, ovvero con motore non installato in vettura, sul banco, privo di marmitta, di ventilatore e di filtro dell'aria).Il regime di rotazione massimo ammesso è di 5600 giri al minuto / Coppia: 22,8 mkg a 3500 giri /minuto                    | Potenza: 150 cv a 5.400 giri/minuto misurata col sistema CUNA (146 cv se misurata col sistema IGM - Istituto Generale della Motorizzazione)entrambi i metodi conducono a risultati simili a quelli rilevati con il più diffuso sistema DIN); infine la potenza è di 165 cv se misurata col sistema SAE, ovvero con motore non installato in vettura, sul banco, privo di marmitta, di ventilatore e di filtro dell'aria).Il regime di rotazione massimo ammesso è di 5600 giri al minuto / Coppia: 22,8 mkg a 3500 giri /minuto                    |
| Accensione: a spinterogeno; bobina Marelli BZR201A; distributore d'accensione Marelli S 82 B; anticipo fisso 6°, anticipo automatico 11°30' in più dell'anticipo fisso; ordine d'accensione: 1-4-3-6-5-2; numerazione cilindri: a sinistra 1-3-5, a destra 2-4-6, a partire dal ventilatore; candele Lodge 2 HL; apertura contatti distributore mm 0,37-0,43 | Accensione: a spinterogeno; bobina Marelli BZR201A; distributore d'accensione Marelli S 82 B; anticipo fisso 6°, anticipo automatico 11°30' in più dell'anticipo fisso; ordine d'accensione: 1-4-3-6-5-2; numerazione cilindri: a sinistra 1-3-5, a destra 2-4-6, a partire dal ventilatore; candele Lodge 2 HL; apertura contatti distributore mm 0,37-0,43 | Accensione: a spinterogeno; bobina Marelli BZR201A; distributore d'accensione Marelli S 82 B; anticipo fisso 6°, anticipo automatico 11°30' in più dell'anticipo fisso; ordine d'accensione: 1-4-3-6-5-2; numerazione cilindri: a sinistra 1-3-5, a destra 2-4-6, a partire dal ventilatore; candele Lodge 2 HL; apertura contatti distributore mm 0,37-0,43 | Impianto elettrico: a 12 V - batteria da 56 Ah (sistemata nel cofano anteriore); dinamo Marelli DN 62 D da 300 W; motorino di avviamento elettrico Marelli MT 32 LA-0,8/12 D9; regolatore a tre nuclei Marelli IR 50 E | Impianto elettrico: a 12 V - batteria da 56 Ah (sistemata nel cofano anteriore); dinamo Marelli DN 62 D da 300 W; motorino di avviamento elettrico Marelli MT 32 LA-0,8/12 D9; regolatore a tre nuclei Marelli IR 50 E | Impianto elettrico: a 12 V - batteria da 56 Ah (sistemata nel cofano anteriore); dinamo Marelli DN 62 D da 300 W; motorino di avviamento elettrico Marelli MT 32 LA-0,8/12 D9; regolatore a tre nuclei Marelli IR 50 E |
| Frizione: in blocco unico con cambio e differenziale (blocco unico disposto al retrotreno, come indicato alla voce “trasmissione”) monodisco a secco; corsa del pedale mm 20-25; per regolare la corsa del pedale occorre far ruotare la forcella posteriore del tirante di comando | Frizione: in blocco unico con cambio e differenziale (blocco unico disposto al retrotreno, come indicato alla voce “trasmissione”) monodisco a secco; corsa del pedale mm 20-25; per regolare la corsa del pedale occorre far ruotare la forcella posteriore del tirante di comando | Frizione: in blocco unico con cambio e differenziale (blocco unico disposto al retrotreno, come indicato alla voce “trasmissione”) monodisco a secco; corsa del pedale mm 20-25; per regolare la corsa del pedale occorre far ruotare la forcella posteriore del tirante di comando | Cambio: in blocco con frizione e differenziale (blocco unico disposto al retrotreno) a 4 rapporti+retromarcia; tutte le marce avanti sono silenziose e sincronizzate; rapporti: I=2,80:1; II=1,86:1; III=1,28:1; IV=1:1; RM=3,03:1; leva di comando centrale, a cloche; capacità olio gruppo propulsore (cambio-differenziale) litri 4,10 (pari a kg 3,70) | Cambio: in blocco con frizione e differenziale (blocco unico disposto al retrotreno) a 4 rapporti+retromarcia; tutte le marce avanti sono silenziose e sincronizzate; rapporti: I=2,80:1; II=1,86:1; III=1,28:1; IV=1:1; RM=3,03:1; leva di comando centrale, a cloche; capacità olio gruppo propulsore (cambio-differenziale) litri 4,10 (pari a kg 3,70) | Cambio: in blocco con frizione e differenziale (blocco unico disposto al retrotreno) a 4 rapporti+retromarcia; tutte le marce avanti sono silenziose e sincronizzate; rapporti: I=2,80:1; II=1,86:1; III=1,28:1; IV=1:1; RM=3,03:1; leva di comando centrale, a cloche; capacità olio gruppo propulsore (cambio-differenziale) litri 4,10 (pari a kg 3,70) |
| Telaio | | | | | |
| Corpo vettura | carrozzeria autoportante con struttura di supporto in lamiera d'acciaio saldata e con lastratura in lamiera di alluminio; telaio ausiliario raggruppante motore, montanti sospensioni anteriori e guida | carrozzeria autoportante con struttura di supporto in lamiera d'acciaio saldata e con lastratura in lamiera di alluminio; telaio ausiliario raggruppante motore, montanti sospensioni anteriori e guida | carrozzeria autoportante con struttura di supporto in lamiera d'acciaio saldata e con lastratura in lamiera di alluminio; telaio ausiliario raggruppante motore, montanti sospensioni anteriori e guida | carrozzeria autoportante con struttura di supporto in lamiera d'acciaio saldata e con lastratura in lamiera di alluminio; telaio ausiliario raggruppante motore, montanti sospensioni anteriori e guida | carrozzeria autoportante con struttura di supporto in lamiera d'acciaio saldata e con lastratura in lamiera di alluminio; telaio ausiliario raggruppante motore, montanti sospensioni anteriori e guida |
| Sterzo | a vite globoidale e rullo; capacità olio scatola guida litri 0,31 (kg 0,28); introduzione olio tramite tappo sul coperchio scatola (il livello è normale quando l'olio copre la vite globoidale); snodi a sfera (lubrificati solo al montaggio); ingrassatore a pressione sul perno di rinvio; timoneria con ammortizzatore idraulico telescopico; volante spostabile di mm 40 in avanti o indietro, con manicotto di bloccaggio; giri volante per sterzata completa: 4 e 1/2; diametro di sterzata metri 11 circa | a vite globoidale e rullo; capacità olio scatola guida litri 0,31 (kg 0,28); introduzione olio tramite tappo sul coperchio scatola (il livello è normale quando l'olio copre la vite globoidale); snodi a sfera (lubrificati solo al montaggio); ingrassatore a pressione sul perno di rinvio; timoneria con ammortizzatore idraulico telescopico; volante spostabile di mm 40 in avanti o indietro, con manicotto di bloccaggio; giri volante per sterzata completa: 4 e 1/2; diametro di sterzata metri 11 circa | a vite globoidale e rullo; capacità olio scatola guida litri 0,31 (kg 0,28); introduzione olio tramite tappo sul coperchio scatola (il livello è normale quando l'olio copre la vite globoidale); snodi a sfera (lubrificati solo al montaggio); ingrassatore a pressione sul perno di rinvio; timoneria con ammortizzatore idraulico telescopico; volante spostabile di mm 40 in avanti o indietro, con manicotto di bloccaggio; giri volante per sterzata completa: 4 e 1/2; diametro di sterzata metri 11 circa                                 | a vite globoidale e rullo; capacità olio scatola guida litri 0,31 (kg 0,28); introduzione olio tramite tappo sul coperchio scatola (il livello è normale quando l'olio copre la vite globoidale); snodi a sfera (lubrificati solo al montaggio); ingrassatore a pressione sul perno di rinvio; timoneria con ammortizzatore idraulico telescopico; volante spostabile di mm 40 in avanti o indietro, con manicotto di bloccaggio; giri volante per sterzata completa: 4 e 1/2; diametro di sterzata metri 11 circa                                 | a vite globoidale e rullo; capacità olio scatola guida litri 0,31 (kg 0,28); introduzione olio tramite tappo sul coperchio scatola (il livello è normale quando l'olio copre la vite globoidale); snodi a sfera (lubrificati solo al montaggio); ingrassatore a pressione sul perno di rinvio; timoneria con ammortizzatore idraulico telescopico; volante spostabile di mm 40 in avanti o indietro, con manicotto di bloccaggio; giri volante per sterzata completa: 4 e 1/2; diametro di sterzata metri 11 circa                                 |
| Sospensioni | anteriori: a ruote indipendenti a quadrilatero trasversale, molle ad elica e barra stabilizzatrice; ammortizzatori idraulici telescopici a doppio effetto / posteriori: a ruote semi-indipendenti (schema De Dion), mediante assale con barra di reazione trasversale e barra stabilizzatrice, balestre longitudinali ed ammortizzatori idraulici telescopici a doppio effetto | anteriori: a ruote indipendenti a quadrilatero trasversale, molle ad elica e barra stabilizzatrice; ammortizzatori idraulici telescopici a doppio effetto / posteriori: a ruote semi-indipendenti (schema De Dion), mediante assale con barra di reazione trasversale e barra stabilizzatrice, balestre longitudinali ed ammortizzatori idraulici telescopici a doppio effetto | anteriori: a ruote indipendenti a quadrilatero trasversale, molle ad elica e barra stabilizzatrice; ammortizzatori idraulici telescopici a doppio effetto / posteriori: a ruote semi-indipendenti (schema De Dion), mediante assale con barra di reazione trasversale e barra stabilizzatrice, balestre longitudinali ed ammortizzatori idraulici telescopici a doppio effetto | anteriori: a ruote indipendenti a quadrilatero trasversale, molle ad elica e barra stabilizzatrice; ammortizzatori idraulici telescopici a doppio effetto / posteriori: a ruote semi-indipendenti (schema De Dion), mediante assale con barra di reazione trasversale e barra stabilizzatrice, balestre longitudinali ed ammortizzatori idraulici telescopici a doppio effetto | anteriori: a ruote indipendenti a quadrilatero trasversale, molle ad elica e barra stabilizzatrice; ammortizzatori idraulici telescopici a doppio effetto / posteriori: a ruote semi-indipendenti (schema De Dion), mediante assale con barra di reazione trasversale e barra stabilizzatrice, balestre longitudinali ed ammortizzatori idraulici telescopici a doppio effetto |
| Freni | anteriori: a disco Dunlop / posteriori: a disco Dunlop; freni d'esercizio a pedale, con servofreno a depressione e circuiti ruote anteriori e posteriori indipendenti, diametro dei dischi cm 29,5 anteriormente e cm 30,7 posteriormente; freno di stazionamento, a mano, meccanico ed agente sul propulsore posteriore (l'impugnatura del comando del freno a mano è posizionata sotto il cruscotto); i freni anteriori sono montati normalmente sulle ruote, quelli posteriori sono montati all'uscita dal gruppo frizione-cambio-differenziale | anteriori: a disco Dunlop / posteriori: a disco Dunlop; freni d'esercizio a pedale, con servofreno a depressione e circuiti ruote anteriori e posteriori indipendenti, diametro dei dischi cm 29,5 anteriormente e cm 30,7 posteriormente; freno di stazionamento, a mano, meccanico ed agente sul propulsore posteriore (l'impugnatura del comando del freno a mano è posizionata sotto il cruscotto); i freni anteriori sono montati normalmente sulle ruote, quelli posteriori sono montati all'uscita dal gruppo frizione-cambio-differenziale | anteriori: a disco Dunlop / posteriori: a disco Dunlop; freni d'esercizio a pedale, con servofreno a depressione e circuiti ruote anteriori e posteriori indipendenti, diametro dei dischi cm 29,5 anteriormente e cm 30,7 posteriormente; freno di stazionamento, a mano, meccanico ed agente sul propulsore posteriore (l'impugnatura del comando del freno a mano è posizionata sotto il cruscotto); i freni anteriori sono montati normalmente sulle ruote, quelli posteriori sono montati all'uscita dal gruppo frizione-cambio-differenziale | anteriori: a disco Dunlop / posteriori: a disco Dunlop; freni d'esercizio a pedale, con servofreno a depressione e circuiti ruote anteriori e posteriori indipendenti, diametro dei dischi cm 29,5 anteriormente e cm 30,7 posteriormente; freno di stazionamento, a mano, meccanico ed agente sul propulsore posteriore (l'impugnatura del comando del freno a mano è posizionata sotto il cruscotto); i freni anteriori sono montati normalmente sulle ruote, quelli posteriori sono montati all'uscita dal gruppo frizione-cambio-differenziale | anteriori: a disco Dunlop / posteriori: a disco Dunlop; freni d'esercizio a pedale, con servofreno a depressione e circuiti ruote anteriori e posteriori indipendenti, diametro dei dischi cm 29,5 anteriormente e cm 30,7 posteriormente; freno di stazionamento, a mano, meccanico ed agente sul propulsore posteriore (l'impugnatura del comando del freno a mano è posizionata sotto il cruscotto); i freni anteriori sono montati normalmente sulle ruote, quelli posteriori sono montati all'uscita dal gruppo frizione-cambio-differenziale |
| Pneumatici | misure 165x400; pressioni gonfiaggio (a freddo): 2,10 kg/cm² anteriormente e 2,50 kg/cm² posteriormente / Cerchi: a disco, in lamiera stampata, 185x400 | misure 165x400; pressioni gonfiaggio (a freddo): 2,10 kg/cm² anteriormente e 2,50 kg/cm² posteriormente / Cerchi: a disco, in lamiera stampata, 185x400 | misure 165x400; pressioni gonfiaggio (a freddo): 2,10 kg/cm² anteriormente e 2,50 kg/cm² posteriormente / Cerchi: a disco, in lamiera stampata, 185x400 | misure 165x400; pressioni gonfiaggio (a freddo): 2,10 kg/cm² anteriormente e 2,50 kg/cm² posteriormente / Cerchi: a disco, in lamiera stampata, 185x400 | misure 165x400; pressioni gonfiaggio (a freddo): 2,10 kg/cm² anteriormente e 2,50 kg/cm² posteriormente / Cerchi: a disco, in lamiera stampata, 185x400 |
| Altro | | | | | |
| Lubrificazione | forzata, con pompa ad ingranaggi e valvola limitatrice della pressione; filtro del tipo “a cartuccia” posto sul lato sinistro del motore, filtro a rete nella succheruola; capacità circuito circa litri 7,30 (pari a kg 6,60), compresi filtri e tubazioni; raffreddamento olio con radiatore sul lato sinistro del radiatore acqua | forzata, con pompa ad ingranaggi e valvola limitatrice della pressione; filtro del tipo “a cartuccia” posto sul lato sinistro del motore, filtro a rete nella succheruola; capacità circuito circa litri 7,30 (pari a kg 6,60), compresi filtri e tubazioni; raffreddamento olio con radiatore sul lato sinistro del radiatore acqua | forzata, con pompa ad ingranaggi e valvola limitatrice della pressione; filtro del tipo “a cartuccia” posto sul lato sinistro del motore, filtro a rete nella succheruola; capacità circuito circa litri 7,30 (pari a kg 6,60), compresi filtri e tubazioni; raffreddamento olio con radiatore sul lato sinistro del radiatore acqua | forzata, con pompa ad ingranaggi e valvola limitatrice della pressione; filtro del tipo “a cartuccia” posto sul lato sinistro del motore, filtro a rete nella succheruola; capacità circuito circa litri 7,30 (pari a kg 6,60), compresi filtri e tubazioni; raffreddamento olio con radiatore sul lato sinistro del radiatore acqua | forzata, con pompa ad ingranaggi e valvola limitatrice della pressione; filtro del tipo “a cartuccia” posto sul lato sinistro del motore, filtro a rete nella succheruola; capacità circuito circa litri 7,30 (pari a kg 6,60), compresi filtri e tubazioni; raffreddamento olio con radiatore sul lato sinistro del radiatore acqua |
| Raffreddamento | ad acqua, a circolazione forzata, con pompa centrifuga coassiale col ventilatore ausiliario a 4 pale, comandato con cinghia trapezoidale; l'impianto è regolato da due termostati, uno sulle tubazioni e l'altro che comanda la persiana al radiatore; capacità circuito (radiatore e motore) litri 10 (incluso 1 litro dei riscaldatori); introduzione acqua tramite apertura tappo sul radiatore; scarico acqua tramite rubinetto posto sul lato destro del motore. | ad acqua, a circolazione forzata, con pompa centrifuga coassiale col ventilatore ausiliario a 4 pale, comandato con cinghia trapezoidale; l'impianto è regolato da due termostati, uno sulle tubazioni e l'altro che comanda la persiana al radiatore; capacità circuito (radiatore e motore) litri 10 (incluso 1 litro dei riscaldatori); introduzione acqua tramite apertura tappo sul radiatore; scarico acqua tramite rubinetto posto sul lato destro del motore. | ad acqua, a circolazione forzata, con pompa centrifuga coassiale col ventilatore ausiliario a 4 pale, comandato con cinghia trapezoidale; l'impianto è regolato da due termostati, uno sulle tubazioni e l'altro che comanda la persiana al radiatore; capacità circuito (radiatore e motore) litri 10 (incluso 1 litro dei riscaldatori); introduzione acqua tramite apertura tappo sul radiatore; scarico acqua tramite rubinetto posto sul lato destro del motore.                                                                              | ad acqua, a circolazione forzata, con pompa centrifuga coassiale col ventilatore ausiliario a 4 pale, comandato con cinghia trapezoidale; l'impianto è regolato da due termostati, uno sulle tubazioni e l'altro che comanda la persiana al radiatore; capacità circuito (radiatore e motore) litri 10 (incluso 1 litro dei riscaldatori); introduzione acqua tramite apertura tappo sul radiatore; scarico acqua tramite rubinetto posto sul lato destro del motore.                                                                              | ad acqua, a circolazione forzata, con pompa centrifuga coassiale col ventilatore ausiliario a 4 pale, comandato con cinghia trapezoidale; l'impianto è regolato da due termostati, uno sulle tubazioni e l'altro che comanda la persiana al radiatore; capacità circuito (radiatore e motore) litri 10 (incluso 1 litro dei riscaldatori); introduzione acqua tramite apertura tappo sul radiatore; scarico acqua tramite rubinetto posto sul lato destro del motore.                                                                              |

| Altri dati                            | Altri dati |
| ------------------------------------- | --- |
| Trasmissione                          | frizione, cambio e differenziale in gruppo unico, fissato al telaio e disposto al retrotreno; albero di trasmissione di tipo tubolare, senza supporto intermedio. |
| Rapporto al ponte                     | rapporto finale di riduzione, con coppia conica Hypoid 13/45 (3,461:1). |
| Carrozzeria, arredamenti ed accessori | carrozzeria: coupé 2 porte (porte incernierate anteriormente, cioè con apertura controvento), 2 posti; volante a tre razze. sedili: sedili anteriori divisi. bagagliaio: ruota di scorta sotto il piano di carico (coperta da coperchio e da un tappeto di gomma); è possibile accedere al vano bagagli anche tramite uno sportello comunicante con l'abitacolo. comandi al volante: pulsante centrale per azionamento avvisatore elettroacustico. comandi a pedale: freno, frizione ed acceleratore (quest'ultimo del tipo a suola); tutti e tre i pedali sono rivestiti in gomma. strumentazione: riunita in due strumenti circolari; lo strumento di sinistra comprende il tachimetro con scala fino a 220 Km. orari, l'indicatore livello benzina, quelli della pressione dell'olio, della temperatura dell'acqua, della temperatura dell'olio e i due contachilometri (totalizzatore e parziale); lo strumento di destra include invece il contagiri (graduato fino a 6500 giri) e l'orologio. |
| Pendenze massime superabili           | in prima marcia=38%; in II=23%; in III= 15%; in IV=10%. ; in retromarcia 40% |
| Tassa di circolazione                 | Potenza fiscale in Italia CV 29; bollo di circolazione annuo: dal debutto (settembre 1963) a fine commercializzazione (novembre 1964)=Lire 127.575. |
| Prezzo in Italia                      | Dal debutto (settembre 1963) a fine commercializzazione (novembre 1964) : Lire 3.580.000 (prezzo di listino) Optionals previsti: apparecchio radio (Lire 130.000). |
| Prezzo in Svizzera                    | nel marzo 1964: 30.800 Franchi Svizzeri |

## Flaminia Supersport

Una Supersport

Qualche giorno dopo l'apertura del XLVI salone dell'automobile di Torino, all'inizio del novembre 1964, debutta l'ultimo tra i modelli della stirpe Flaminia carrozzate da Zagato.
Questa ennesime versione, denominata "Supersport", non presenta grandi innovazioni meccaniche (dove c'è soltanto una diversa alimentazione, con nuovi carburatori) ma si propone con una carrozzeria che, pur mantenendo la ben nota linea delle precedenti Sport, si fa notare per l'adozione della cosiddetta "coda tronca" (che mantiene peraltro la precedente fanaleria) ed un frontale modificato (presa d'aria più profilata e meno vistosa, alloggiamento dei fari di disegno ovale e incorniciatura cromata, abbassamento del cofano motore); altre variazioni : parabrezza più ampio e nuovi sedili, più anatomici e dotati di dispositivo speciale per la regolazione dello schienale.

La Supersport vista posteriormente : in evidenza la sua "coda tronca"

La Supersport, che è più filante della sua progenitrice (l'altezza da terra è di cm 128 anziché 130,5) conquista anche un record significativo: nella produzione automobilistica italiana della metà degli anni sessanta, ha la più alta percentuale di leghe leggere (quasi il 25%) sul peso totale; più esattamente oltre 3 quintali di leghe leggere (215 kg nella meccanica e 95 kg nella carrozzeria).
Le prestazioni migliorano lievemente, non per l'irrilevante aumento della potenza del motore (da 150 a 152 cv) ma grazie alla migliorata aerodinamica, favorita anche dal citato abbassamento del cofano motore, abbassamento di 6 centimetri reso possibile dal montaggio del nuovo gruppo di carburatori; migliora anche la ripresa ai bassi regimi, in virtù dell'aumento del valore di coppia massima (da 22,8 a 23,6 kgm) che oltretutto si raggiunge ad un regime inferiore (3000 giri invece di 3500)

Cruscotto e comandi della Flaminia Supersport

La velocità massima della Flaminia Supersport supera la fatidica barriera dei 200 all'ora (la casa dichiara 210 km. orari) ed è la prima Lancia "non da corsa" a poter correre tanto veloce.
Costruita in 150 pezzi in poco più di 2 anni, porta a 534 esemplari (526 secondo alcune fonti) il totale di coupé uscite dagli stabilimenti Zagato in otto anni, dall'inizio del 1959 all'inizio del 1967.
La Flaminia Supersport esce definitivamente di scena alla fine del 1968, sparendo dal listino nel novembre di quell'anno.

Il cofano motore aperto su cui si affaccia l'attrice Valeria Ciangottini)

- Periodo di produzione: approssimativamente, dal novembre 1964 all'inizio del 1967 (la Supersport appare nei listini fino al mese di ottobre 1968, dopodiché scompare definitivamente)
- Modelli:
  - tipo 826.232, coupé 2 porte, 2 posti, con guida a sinistra
  - tipo 826.233, coupé 2 porte, 2 posti, con guida a destra
- Numerazione progressiva:
  - tipi 826.232 e 826.233: da 2001 a 2150
- Unità prodotte:
  - 150 (di cui 148 con guida a sinistra e 2 con guida a destra); da notare che, sul totale di 150 esemplari, 59 sono stati realizzati su chassis originariamente destinati ad altre versioni e marchiati, in origine, come 824.13(tipo 3C Sport)(22 unità) e come 826.132(tipo 3C Sport 2800)(37 unità).
- Caratteristiche principali:
  - motore: anteriore a 6 cilindri a V di 2774,83 cm³, potenza 152 cv (CUNA/DIN) a 5600 giri, valvole in testa;
  - carrozzeria: coupé 2 porte, 2 posti, scocca portante, sospensione anteriore a ruote indipendenti, sospensione posteriore a ruote semi-indipendenti (schema De Dion);
  - trasmissione: con trazione alle ruote posteriori, cambio a 4 rapporti+retromarcia;
  - dimensioni e peso: passo cm 252, lunghezza cm 442,0, larghezza cm 165,0, peso (a vuoto) kg 1260;
  - velocità max: km/h 210.

### Galleria d'immagini della Flaminia Supersport

Il frontale della Supersport
La scocca, molto leggera, della Flaminia Supersport
Vista laterale della Supersport
La Flaminia Supersport nello stand Lancia al Salone di Torino, nel novembre 1964

### Caratteristiche tecniche Flaminia Supersport
| Caratteristiche tecniche - Lancia Flaminia Supersport | Caratteristiche tecniche - Lancia Flaminia Supersport | Caratteristiche tecniche - Lancia Flaminia Supersport | Caratteristiche tecniche - Lancia Flaminia Supersport | Caratteristiche tecniche - Lancia Flaminia Supersport | Caratteristiche tecniche - Lancia Flaminia Supersport |
| --- | --- | --- | --- | --- | --- |
| | | | | | |
| Configurazione | | | | | |
| Carrozzeria: coupé | Carrozzeria: coupé | Posizione motore: anteriore longitudinale | Posizione motore: anteriore longitudinale | Trazione: posteriore | Trazione: posteriore |
| Dimensioni e pesi | | | | | |
| Ingombri (lungh.×largh.×alt. in mm): 4420 × 1650 × 1280 | Ingombri (lungh.×largh.×alt. in mm): 4420 × 1650 × 1280 | Ingombri (lungh.×largh.×alt. in mm): 4420 × 1650 × 1280 | Ingombri (lungh.×largh.×alt. in mm): 4420 × 1650 × 1280 | Diametro minimo sterzata: 11 m | Diametro minimo sterzata: 11 m |
| Interasse: 2520 mm | Interasse: 2520 mm | Carreggiate: anteriore 1368 - posteriore 1370 mm | Carreggiate: anteriore 1368 - posteriore 1370 mm | Altezza minima da terra: 115 mm | Altezza minima da terra: 115 mm |
| Posti totali: 2 | Posti totali: 2 | Bagagliaio: | Bagagliaio: | Serbatoio: 57 l, di cui circa 7 di riserva; indicatore livello sul quadro porta-apparecchi del cruscotto | Serbatoio: 57 l, di cui circa 7 di riserva; indicatore livello sul quadro porta-apparecchi del cruscotto |
| Masse | a vuoto: 1.260 kg / in ordine di marcia: 1.330 kg | a vuoto: 1.260 kg / in ordine di marcia: 1.330 kg | a vuoto: 1.260 kg / in ordine di marcia: 1.330 kg | a vuoto: 1.260 kg / in ordine di marcia: 1.330 kg | a vuoto: 1.260 kg / in ordine di marcia: 1.330 kg |
| Meccanica | | | | | |
| Tipo motore: 6 cilindri a V (60°) tipo "826.200”; monoblocco; corpo cilindri in alluminio con canne ghisa piantate; pistoni in lega d'alluminio, con tre anelli (due di tenuta e uno raschiaolio); testa cilindri in alluminio con sedi valvole riportate; bielle in acciaio con boccole perno stantuffo in bronzo; albero motore ruotante su 4 supporti; sospensione del gruppo motore su 4 supporti, su doppi tamponi di gomma. Rapporto di compressione: 9,00:1 | Tipo motore: 6 cilindri a V (60°) tipo "826.200”; monoblocco; corpo cilindri in alluminio con canne ghisa piantate; pistoni in lega d'alluminio, con tre anelli (due di tenuta e uno raschiaolio); testa cilindri in alluminio con sedi valvole riportate; bielle in acciaio con boccole perno stantuffo in bronzo; albero motore ruotante su 4 supporti; sospensione del gruppo motore su 4 supporti, su doppi tamponi di gomma. Rapporto di compressione: 9,00:1 | Tipo motore: 6 cilindri a V (60°) tipo "826.200”; monoblocco; corpo cilindri in alluminio con canne ghisa piantate; pistoni in lega d'alluminio, con tre anelli (due di tenuta e uno raschiaolio); testa cilindri in alluminio con sedi valvole riportate; bielle in acciaio con boccole perno stantuffo in bronzo; albero motore ruotante su 4 supporti; sospensione del gruppo motore su 4 supporti, su doppi tamponi di gomma. Rapporto di compressione: 9,00:1 | Cilindrata: (alesaggio mm 85,00 - corsa mm 81,50); totale 2774,83 cm³ | Cilindrata: (alesaggio mm 85,00 - corsa mm 81,50); totale 2774,83 cm³ | Cilindrata: (alesaggio mm 85,00 - corsa mm 81,50); totale 2774,83 cm³ |
| Distribuzione: albero a camme, nel basamento, in posizione centrale (posto cioè nell'angolo formato dalle due file di cilindri) comandato a catena con tenditore idraulico automatico; valvole in testa (due per cilindro) inclinate tra di loro, azionate da puntalini e bilancieri; camere di scoppio emisferiche; messa in fase della distribuzione: a) aspirazione: apertura 22° prima del P.M.S. (Punto Morto Superiore), chiusura 60° (66º secondo alcune fonti) dopo il P.M.I. (Punto Morto Inferiore): b) scarico: apertura 60° (66º secondo alcune fonti) prima del P.M.I., chiusura: 22° dopo il P.M.S. con gioco valvole, speciale per il controllo, mm 0,4; gioco normale valvole a motore freddo: aspirazione 0,20 mm, scarico 0,30 mm | Distribuzione: albero a camme, nel basamento, in posizione centrale (posto cioè nell'angolo formato dalle due file di cilindri) comandato a catena con tenditore idraulico automatico; valvole in testa (due per cilindro) inclinate tra di loro, azionate da puntalini e bilancieri; camere di scoppio emisferiche; messa in fase della distribuzione: a) aspirazione: apertura 22° prima del P.M.S. (Punto Morto Superiore), chiusura 60° (66º secondo alcune fonti) dopo il P.M.I. (Punto Morto Inferiore): b) scarico: apertura 60° (66º secondo alcune fonti) prima del P.M.I., chiusura: 22° dopo il P.M.S. con gioco valvole, speciale per il controllo, mm 0,4; gioco normale valvole a motore freddo: aspirazione 0,20 mm, scarico 0,30 mm | Distribuzione: albero a camme, nel basamento, in posizione centrale (posto cioè nell'angolo formato dalle due file di cilindri) comandato a catena con tenditore idraulico automatico; valvole in testa (due per cilindro) inclinate tra di loro, azionate da puntalini e bilancieri; camere di scoppio emisferiche; messa in fase della distribuzione: a) aspirazione: apertura 22° prima del P.M.S. (Punto Morto Superiore), chiusura 60° (66º secondo alcune fonti) dopo il P.M.I. (Punto Morto Inferiore): b) scarico: apertura 60° (66º secondo alcune fonti) prima del P.M.I., chiusura: 22° dopo il P.M.S. con gioco valvole, speciale per il controllo, mm 0,4; gioco normale valvole a motore freddo: aspirazione 0,20 mm, scarico 0,30 mm | Alimentazione: 1 carburatore invertito doppio corpo Weber 40 DCN 6 con starter e 2 carburatori invertiti doppio corpo Weber 40 DCN 7 senza starter (oppure 3 Weber 40 DCN 12); pompa elettrica tipo Bendix situata sul lato sinistro del vano bagagli; filtro aria sul carburatore, ad elemento filtrante (a richiesta filtro a bagno d'olio); serbatoio carburante situato posteriormente, sotto il vano bagagli | Alimentazione: 1 carburatore invertito doppio corpo Weber 40 DCN 6 con starter e 2 carburatori invertiti doppio corpo Weber 40 DCN 7 senza starter (oppure 3 Weber 40 DCN 12); pompa elettrica tipo Bendix situata sul lato sinistro del vano bagagli; filtro aria sul carburatore, ad elemento filtrante (a richiesta filtro a bagno d'olio); serbatoio carburante situato posteriormente, sotto il vano bagagli | Alimentazione: 1 carburatore invertito doppio corpo Weber 40 DCN 6 con starter e 2 carburatori invertiti doppio corpo Weber 40 DCN 7 senza starter (oppure 3 Weber 40 DCN 12); pompa elettrica tipo Bendix situata sul lato sinistro del vano bagagli; filtro aria sul carburatore, ad elemento filtrante (a richiesta filtro a bagno d'olio); serbatoio carburante situato posteriormente, sotto il vano bagagli |
| Prestazioni motore | Potenza: 152 cv a 5.600 giri/minuto misurata col sistema CUNA (148 cv se misurata col sistema IGM - Istituto Generale della Motorizzazione)entrambi i metodi conducono a risultati simili a quelli rilevati con il più diffuso sistema DIN); infine la potenza è di 167-168 cv se misurata col sistema SAE, ovvero con motore non installato in vettura, sul banco, privo di marmitta, di ventilatore e di filtro dell'aria; il regime di rotazione massimo ammesso è di 5900 giri al minuto / Coppia: 23,6 mkg a 3000 giri /minuto | Potenza: 152 cv a 5.600 giri/minuto misurata col sistema CUNA (148 cv se misurata col sistema IGM - Istituto Generale della Motorizzazione)entrambi i metodi conducono a risultati simili a quelli rilevati con il più diffuso sistema DIN); infine la potenza è di 167-168 cv se misurata col sistema SAE, ovvero con motore non installato in vettura, sul banco, privo di marmitta, di ventilatore e di filtro dell'aria; il regime di rotazione massimo ammesso è di 5900 giri al minuto / Coppia: 23,6 mkg a 3000 giri /minuto | Potenza: 152 cv a 5.600 giri/minuto misurata col sistema CUNA (148 cv se misurata col sistema IGM - Istituto Generale della Motorizzazione)entrambi i metodi conducono a risultati simili a quelli rilevati con il più diffuso sistema DIN); infine la potenza è di 167-168 cv se misurata col sistema SAE, ovvero con motore non installato in vettura, sul banco, privo di marmitta, di ventilatore e di filtro dell'aria; il regime di rotazione massimo ammesso è di 5900 giri al minuto / Coppia: 23,6 mkg a 3000 giri /minuto                | Potenza: 152 cv a 5.600 giri/minuto misurata col sistema CUNA (148 cv se misurata col sistema IGM - Istituto Generale della Motorizzazione)entrambi i metodi conducono a risultati simili a quelli rilevati con il più diffuso sistema DIN); infine la potenza è di 167-168 cv se misurata col sistema SAE, ovvero con motore non installato in vettura, sul banco, privo di marmitta, di ventilatore e di filtro dell'aria; il regime di rotazione massimo ammesso è di 5900 giri al minuto / Coppia: 23,6 mkg a 3000 giri /minuto                | Potenza: 152 cv a 5.600 giri/minuto misurata col sistema CUNA (148 cv se misurata col sistema IGM - Istituto Generale della Motorizzazione)entrambi i metodi conducono a risultati simili a quelli rilevati con il più diffuso sistema DIN); infine la potenza è di 167-168 cv se misurata col sistema SAE, ovvero con motore non installato in vettura, sul banco, privo di marmitta, di ventilatore e di filtro dell'aria; il regime di rotazione massimo ammesso è di 5900 giri al minuto / Coppia: 23,6 mkg a 3000 giri /minuto                |
| Accensione: a spinterogeno; bobina Marelli BZR201A; distributore d'accensione Marelli S 82 B; anticipo fisso 6°, anticipo automatico 11°30' in più dell'anticipo fisso; ordine d'accensione: 1-4-3-6-5-2; numerazione cilindri: a sinistra 1-3-5, a destra 2-4-6, a partire dal ventilatore; candele Lodge 2 HL; apertura contatti distributore mm 0,37-0,43 | Accensione: a spinterogeno; bobina Marelli BZR201A; distributore d'accensione Marelli S 82 B; anticipo fisso 6°, anticipo automatico 11°30' in più dell'anticipo fisso; ordine d'accensione: 1-4-3-6-5-2; numerazione cilindri: a sinistra 1-3-5, a destra 2-4-6, a partire dal ventilatore; candele Lodge 2 HL; apertura contatti distributore mm 0,37-0,43 | Accensione: a spinterogeno; bobina Marelli BZR201A; distributore d'accensione Marelli S 82 B; anticipo fisso 6°, anticipo automatico 11°30' in più dell'anticipo fisso; ordine d'accensione: 1-4-3-6-5-2; numerazione cilindri: a sinistra 1-3-5, a destra 2-4-6, a partire dal ventilatore; candele Lodge 2 HL; apertura contatti distributore mm 0,37-0,43 | Impianto elettrico: a 12 V - batteria da 56 Ah (sistemata nel cofano anteriore); dinamo Marelli DN 62 D da 300 W; motorino di avviamento elettrico Marelli MT 32 LA-0,8/12 D9; regolatore a tre nuclei Marelli IR 50 E | Impianto elettrico: a 12 V - batteria da 56 Ah (sistemata nel cofano anteriore); dinamo Marelli DN 62 D da 300 W; motorino di avviamento elettrico Marelli MT 32 LA-0,8/12 D9; regolatore a tre nuclei Marelli IR 50 E | Impianto elettrico: a 12 V - batteria da 56 Ah (sistemata nel cofano anteriore); dinamo Marelli DN 62 D da 300 W; motorino di avviamento elettrico Marelli MT 32 LA-0,8/12 D9; regolatore a tre nuclei Marelli IR 50 E |
| Frizione: in blocco unico con cambio e differenziale (blocco unico disposto al retrotreno, come indicato alla voce “trasmissione”) monodisco a secco; corsa del pedale mm 20-25; per regolare la corsa del pedale occorre far ruotare la forcella posteriore del tirante di comando | Frizione: in blocco unico con cambio e differenziale (blocco unico disposto al retrotreno, come indicato alla voce “trasmissione”) monodisco a secco; corsa del pedale mm 20-25; per regolare la corsa del pedale occorre far ruotare la forcella posteriore del tirante di comando | Frizione: in blocco unico con cambio e differenziale (blocco unico disposto al retrotreno, come indicato alla voce “trasmissione”) monodisco a secco; corsa del pedale mm 20-25; per regolare la corsa del pedale occorre far ruotare la forcella posteriore del tirante di comando | Cambio: in blocco con frizione e differenziale (blocco unico disposto al retrotreno, come indicato alla voce “trasmissione”) a 4 rapporti+retromarcia; tutte le marce avanti sono silenziose e sincronizzate; rapporti: I=2,80:1; II=1,86:1; III=1,28:1; IV=1:1; RM=3,03:1; leva di comando centrale, a cloche; capacità olio gruppo propulsore (cambio-differenziale) litri 4,10 (pari a kg 3,70) | Cambio: in blocco con frizione e differenziale (blocco unico disposto al retrotreno, come indicato alla voce “trasmissione”) a 4 rapporti+retromarcia; tutte le marce avanti sono silenziose e sincronizzate; rapporti: I=2,80:1; II=1,86:1; III=1,28:1; IV=1:1; RM=3,03:1; leva di comando centrale, a cloche; capacità olio gruppo propulsore (cambio-differenziale) litri 4,10 (pari a kg 3,70) | Cambio: in blocco con frizione e differenziale (blocco unico disposto al retrotreno, come indicato alla voce “trasmissione”) a 4 rapporti+retromarcia; tutte le marce avanti sono silenziose e sincronizzate; rapporti: I=2,80:1; II=1,86:1; III=1,28:1; IV=1:1; RM=3,03:1; leva di comando centrale, a cloche; capacità olio gruppo propulsore (cambio-differenziale) litri 4,10 (pari a kg 3,70) |
| Telaio | | | | | |
| Corpo vettura | carrozzeria autoportante con struttura di supporto in lamiera d'acciaio saldata e con lastratura in lamiera di alluminio; telaio ausiliario raggruppante motore, montanti sospensioni anteriori e guida | carrozzeria autoportante con struttura di supporto in lamiera d'acciaio saldata e con lastratura in lamiera di alluminio; telaio ausiliario raggruppante motore, montanti sospensioni anteriori e guida | carrozzeria autoportante con struttura di supporto in lamiera d'acciaio saldata e con lastratura in lamiera di alluminio; telaio ausiliario raggruppante motore, montanti sospensioni anteriori e guida | carrozzeria autoportante con struttura di supporto in lamiera d'acciaio saldata e con lastratura in lamiera di alluminio; telaio ausiliario raggruppante motore, montanti sospensioni anteriori e guida | carrozzeria autoportante con struttura di supporto in lamiera d'acciaio saldata e con lastratura in lamiera di alluminio; telaio ausiliario raggruppante motore, montanti sospensioni anteriori e guida |
| Sterzo | a vite globoidale e rullo; capacità olio scatola guida litri 0,31 (kg 0,28); introduzione olio tramite tappo sul coperchio scatola (il livello è normale quando l'olio copre la vite globoidale); snodi a sfera (lubrificati solo al montaggio); ingrassatore a pressione sul perno di rinvio; timoneria con ammortizzatore idraulico telescopico; la posizione di guida è a sinistra (guida a destra, a richiesta); volante spostabile di mm 40 in avanti o indietro, con manicotto di bloccaggio; giri volante per sterzata completa: 4 e 1/2 | a vite globoidale e rullo; capacità olio scatola guida litri 0,31 (kg 0,28); introduzione olio tramite tappo sul coperchio scatola (il livello è normale quando l'olio copre la vite globoidale); snodi a sfera (lubrificati solo al montaggio); ingrassatore a pressione sul perno di rinvio; timoneria con ammortizzatore idraulico telescopico; la posizione di guida è a sinistra (guida a destra, a richiesta); volante spostabile di mm 40 in avanti o indietro, con manicotto di bloccaggio; giri volante per sterzata completa: 4 e 1/2 | a vite globoidale e rullo; capacità olio scatola guida litri 0,31 (kg 0,28); introduzione olio tramite tappo sul coperchio scatola (il livello è normale quando l'olio copre la vite globoidale); snodi a sfera (lubrificati solo al montaggio); ingrassatore a pressione sul perno di rinvio; timoneria con ammortizzatore idraulico telescopico; la posizione di guida è a sinistra (guida a destra, a richiesta); volante spostabile di mm 40 in avanti o indietro, con manicotto di bloccaggio; giri volante per sterzata completa: 4 e 1/2    | a vite globoidale e rullo; capacità olio scatola guida litri 0,31 (kg 0,28); introduzione olio tramite tappo sul coperchio scatola (il livello è normale quando l'olio copre la vite globoidale); snodi a sfera (lubrificati solo al montaggio); ingrassatore a pressione sul perno di rinvio; timoneria con ammortizzatore idraulico telescopico; la posizione di guida è a sinistra (guida a destra, a richiesta); volante spostabile di mm 40 in avanti o indietro, con manicotto di bloccaggio; giri volante per sterzata completa: 4 e 1/2    | a vite globoidale e rullo; capacità olio scatola guida litri 0,31 (kg 0,28); introduzione olio tramite tappo sul coperchio scatola (il livello è normale quando l'olio copre la vite globoidale); snodi a sfera (lubrificati solo al montaggio); ingrassatore a pressione sul perno di rinvio; timoneria con ammortizzatore idraulico telescopico; la posizione di guida è a sinistra (guida a destra, a richiesta); volante spostabile di mm 40 in avanti o indietro, con manicotto di bloccaggio; giri volante per sterzata completa: 4 e 1/2    |
| Sospensioni | anteriori: a ruote indipendenti a quadrilatero trasversale, molle ad elica e barra stabilizzatrice; ammortizzatori idraulici telescopici a doppio effetto / posteriori: a ruote semi-indipendenti (schema De Dion), mediante assale con barra di reazione trasversale e barra stabilizzatrice, balestre longitudinali ed ammortizzatori idraulici telescopici a doppio effetto | anteriori: a ruote indipendenti a quadrilatero trasversale, molle ad elica e barra stabilizzatrice; ammortizzatori idraulici telescopici a doppio effetto / posteriori: a ruote semi-indipendenti (schema De Dion), mediante assale con barra di reazione trasversale e barra stabilizzatrice, balestre longitudinali ed ammortizzatori idraulici telescopici a doppio effetto | anteriori: a ruote indipendenti a quadrilatero trasversale, molle ad elica e barra stabilizzatrice; ammortizzatori idraulici telescopici a doppio effetto / posteriori: a ruote semi-indipendenti (schema De Dion), mediante assale con barra di reazione trasversale e barra stabilizzatrice, balestre longitudinali ed ammortizzatori idraulici telescopici a doppio effetto | anteriori: a ruote indipendenti a quadrilatero trasversale, molle ad elica e barra stabilizzatrice; ammortizzatori idraulici telescopici a doppio effetto / posteriori: a ruote semi-indipendenti (schema De Dion), mediante assale con barra di reazione trasversale e barra stabilizzatrice, balestre longitudinali ed ammortizzatori idraulici telescopici a doppio effetto | anteriori: a ruote indipendenti a quadrilatero trasversale, molle ad elica e barra stabilizzatrice; ammortizzatori idraulici telescopici a doppio effetto / posteriori: a ruote semi-indipendenti (schema De Dion), mediante assale con barra di reazione trasversale e barra stabilizzatrice, balestre longitudinali ed ammortizzatori idraulici telescopici a doppio effetto |
| Freni | anteriori: a disco Dunlop / posteriori: a disco Dunlop; freni d'esercizio a pedale, con servofreno a depressione e circuiti ruote anteriori e posteriori indipendenti, diametro dei dischi cm 29,5 anteriormente e cm 30,7 posteriormente; freno di stazionamento, a mano, meccanico ed agente sul propulsore posteriore (l'impugnatura del comando del freno a mano è posizionata sotto il cruscotto); i freni anteriori sono montati normalmente sulle ruote, quelli posteriori sono montati all'uscita dal gruppo frizione-cambio-differenziale | anteriori: a disco Dunlop / posteriori: a disco Dunlop; freni d'esercizio a pedale, con servofreno a depressione e circuiti ruote anteriori e posteriori indipendenti, diametro dei dischi cm 29,5 anteriormente e cm 30,7 posteriormente; freno di stazionamento, a mano, meccanico ed agente sul propulsore posteriore (l'impugnatura del comando del freno a mano è posizionata sotto il cruscotto); i freni anteriori sono montati normalmente sulle ruote, quelli posteriori sono montati all'uscita dal gruppo frizione-cambio-differenziale | anteriori: a disco Dunlop / posteriori: a disco Dunlop; freni d'esercizio a pedale, con servofreno a depressione e circuiti ruote anteriori e posteriori indipendenti, diametro dei dischi cm 29,5 anteriormente e cm 30,7 posteriormente; freno di stazionamento, a mano, meccanico ed agente sul propulsore posteriore (l'impugnatura del comando del freno a mano è posizionata sotto il cruscotto); i freni anteriori sono montati normalmente sulle ruote, quelli posteriori sono montati all'uscita dal gruppo frizione-cambio-differenziale | anteriori: a disco Dunlop / posteriori: a disco Dunlop; freni d'esercizio a pedale, con servofreno a depressione e circuiti ruote anteriori e posteriori indipendenti, diametro dei dischi cm 29,5 anteriormente e cm 30,7 posteriormente; freno di stazionamento, a mano, meccanico ed agente sul propulsore posteriore (l'impugnatura del comando del freno a mano è posizionata sotto il cruscotto); i freni anteriori sono montati normalmente sulle ruote, quelli posteriori sono montati all'uscita dal gruppo frizione-cambio-differenziale | anteriori: a disco Dunlop / posteriori: a disco Dunlop; freni d'esercizio a pedale, con servofreno a depressione e circuiti ruote anteriori e posteriori indipendenti, diametro dei dischi cm 29,5 anteriormente e cm 30,7 posteriormente; freno di stazionamento, a mano, meccanico ed agente sul propulsore posteriore (l'impugnatura del comando del freno a mano è posizionata sotto il cruscotto); i freni anteriori sono montati normalmente sulle ruote, quelli posteriori sono montati all'uscita dal gruppo frizione-cambio-differenziale |
| Pneumatici | misure 165x400; pressioni gonfiaggio (a freddo): 1,90 kg/cm² anteriormente e 2,10 kg/cm² posteriormente / Cerchi: a disco, in lamiera stampata, 185x400 | misure 165x400; pressioni gonfiaggio (a freddo): 1,90 kg/cm² anteriormente e 2,10 kg/cm² posteriormente / Cerchi: a disco, in lamiera stampata, 185x400 | misure 165x400; pressioni gonfiaggio (a freddo): 1,90 kg/cm² anteriormente e 2,10 kg/cm² posteriormente / Cerchi: a disco, in lamiera stampata, 185x400 | misure 165x400; pressioni gonfiaggio (a freddo): 1,90 kg/cm² anteriormente e 2,10 kg/cm² posteriormente / Cerchi: a disco, in lamiera stampata, 185x400 | misure 165x400; pressioni gonfiaggio (a freddo): 1,90 kg/cm² anteriormente e 2,10 kg/cm² posteriormente / Cerchi: a disco, in lamiera stampata, 185x400 |
| Prestazioni dichiarate | | | | | |
| Velocità: massime nelle varie marce: 75 km/h in I, 113 in II, 164 in III, 210 in IV, 69 in retromarcia; massima 210 km/h | Velocità: massime nelle varie marce: 75 km/h in I, 113 in II, 164 in III, 210 in IV, 69 in retromarcia; massima 210 km/h | Velocità: massime nelle varie marce: 75 km/h in I, 113 in II, 164 in III, 210 in IV, 69 in retromarcia; massima 210 km/h | Accelerazione: | Accelerazione: | Accelerazione: |
| Consumi | calcolato secondo norme CUNA (in IV marcia, a una velocità costante pari ai 3/4 della velocità massima, cioè, nella fattispecie, a circa 155 km/h) 15,2 litri di supercarburante (con NO minimo di 92) ogni 100 km | calcolato secondo norme CUNA (in IV marcia, a una velocità costante pari ai 3/4 della velocità massima, cioè, nella fattispecie, a circa 155 km/h) 15,2 litri di supercarburante (con NO minimo di 92) ogni 100 km | calcolato secondo norme CUNA (in IV marcia, a una velocità costante pari ai 3/4 della velocità massima, cioè, nella fattispecie, a circa 155 km/h) 15,2 litri di supercarburante (con NO minimo di 92) ogni 100 km | calcolato secondo norme CUNA (in IV marcia, a una velocità costante pari ai 3/4 della velocità massima, cioè, nella fattispecie, a circa 155 km/h) 15,2 litri di supercarburante (con NO minimo di 92) ogni 100 km | calcolato secondo norme CUNA (in IV marcia, a una velocità costante pari ai 3/4 della velocità massima, cioè, nella fattispecie, a circa 155 km/h) 15,2 litri di supercarburante (con NO minimo di 92) ogni 100 km |
| Altro | | | | | |
| Lubrificazione | forzata, con pompa ad ingranaggi e valvola limitatrice della pressione; filtro del tipo “a cartuccia” posto sul lato sinistro del motore, filtro a rete nella succheruola; capacità circuito circa litri 7,30 (pari a kg 6,60), compresi filtri e tubazioni; raffreddamento olio con radiatore sul lato sinistro del radiatore acqua | forzata, con pompa ad ingranaggi e valvola limitatrice della pressione; filtro del tipo “a cartuccia” posto sul lato sinistro del motore, filtro a rete nella succheruola; capacità circuito circa litri 7,30 (pari a kg 6,60), compresi filtri e tubazioni; raffreddamento olio con radiatore sul lato sinistro del radiatore acqua | forzata, con pompa ad ingranaggi e valvola limitatrice della pressione; filtro del tipo “a cartuccia” posto sul lato sinistro del motore, filtro a rete nella succheruola; capacità circuito circa litri 7,30 (pari a kg 6,60), compresi filtri e tubazioni; raffreddamento olio con radiatore sul lato sinistro del radiatore acqua | forzata, con pompa ad ingranaggi e valvola limitatrice della pressione; filtro del tipo “a cartuccia” posto sul lato sinistro del motore, filtro a rete nella succheruola; capacità circuito circa litri 7,30 (pari a kg 6,60), compresi filtri e tubazioni; raffreddamento olio con radiatore sul lato sinistro del radiatore acqua | forzata, con pompa ad ingranaggi e valvola limitatrice della pressione; filtro del tipo “a cartuccia” posto sul lato sinistro del motore, filtro a rete nella succheruola; capacità circuito circa litri 7,30 (pari a kg 6,60), compresi filtri e tubazioni; raffreddamento olio con radiatore sul lato sinistro del radiatore acqua |
| Raffreddamento | ad acqua, a circolazione forzata, con pompa centrifuga coassiale col ventilatore ausiliario a 4 pale, comandato con cinghia trapezoidale; l'impianto è regolato da due termostati, uno sulle tubazioni e l'altro che comanda la persiana al radiatore; capacità circuito (radiatore e motore) litri 10 (incluso 1 litro dei riscaldatori); introduzione acqua tramite apertura tappo sul radiatore; scarico acqua tramite rubinetto posto sul lato destro del motore. | ad acqua, a circolazione forzata, con pompa centrifuga coassiale col ventilatore ausiliario a 4 pale, comandato con cinghia trapezoidale; l'impianto è regolato da due termostati, uno sulle tubazioni e l'altro che comanda la persiana al radiatore; capacità circuito (radiatore e motore) litri 10 (incluso 1 litro dei riscaldatori); introduzione acqua tramite apertura tappo sul radiatore; scarico acqua tramite rubinetto posto sul lato destro del motore. | ad acqua, a circolazione forzata, con pompa centrifuga coassiale col ventilatore ausiliario a 4 pale, comandato con cinghia trapezoidale; l'impianto è regolato da due termostati, uno sulle tubazioni e l'altro che comanda la persiana al radiatore; capacità circuito (radiatore e motore) litri 10 (incluso 1 litro dei riscaldatori); introduzione acqua tramite apertura tappo sul radiatore; scarico acqua tramite rubinetto posto sul lato destro del motore.                                                                              | ad acqua, a circolazione forzata, con pompa centrifuga coassiale col ventilatore ausiliario a 4 pale, comandato con cinghia trapezoidale; l'impianto è regolato da due termostati, uno sulle tubazioni e l'altro che comanda la persiana al radiatore; capacità circuito (radiatore e motore) litri 10 (incluso 1 litro dei riscaldatori); introduzione acqua tramite apertura tappo sul radiatore; scarico acqua tramite rubinetto posto sul lato destro del motore.                                                                              | ad acqua, a circolazione forzata, con pompa centrifuga coassiale col ventilatore ausiliario a 4 pale, comandato con cinghia trapezoidale; l'impianto è regolato da due termostati, uno sulle tubazioni e l'altro che comanda la persiana al radiatore; capacità circuito (radiatore e motore) litri 10 (incluso 1 litro dei riscaldatori); introduzione acqua tramite apertura tappo sul radiatore; scarico acqua tramite rubinetto posto sul lato destro del motore.                                                                              |

| Altri dati                            | Altri dati |
| ------------------------------------- | --- |
| Trasmissione                          | frizione, cambio e differenziale in gruppo unico, fissato al telaio e disposto al retrotreno; albero di trasmissione di tipo tubolare, senza supporto intermedio. |
| Rapporto al ponte                     | rapporto finale di riduzione, con coppia conica Hypoid 13/45 (3,461:1). |
| Carrozzeria, arredamenti ed accessori | carrozzeria: coupé 2 porte (porte incernierate anteriormente, cioè con apertura controvento), 2 posti; volante a tre razze. sedili: sedili anteriori divisi, con schienali ribaltabili. vano motore: vano illuminato, ad apertura controvento, bilanciato. bagagliaio: non illuminato; ruota di scorta sotto il piano di carico (coperta da coperchio e da un tappeto di gomma); è possibile accedere al vano bagagli anche tramite uno sportello comunicante con l'abitacolo; volume del bagagliaio 365 dm³. comandi al volante: pulsante centrale per azionamento avvisatore elettroacustico. comandi a pedale: freno, frizione ed acceleratore (quest'ultimo del tipo a suola); tutti e tre i pedali sono rivestiti in gomma. strumentazione: riunita in due strumenti circolari; lo strumento di sinistra comprende il tachimetro con scala fino a 220 Km. orari, l'indicatore livello benzina, quelli della pressione dell'olio, della temperatura dell'acqua, della temperatura dell'olio e i due contachilometri (totalizzatore e parziale); lo strumento di destra include invece il contagiri (graduato fino a 6500 giri) e l'orologio. |
| Pendenze massime superabili           | in prima marcia=39%; in II=25%; in III= 16,4%; in IV=12%. ; in retromarcia 40% |
| Tassa di circolazione                 | Potenza fiscale in Italia CV 29; bollo di circolazione annuo: dal debutto (novembre 1964) a fine commercializzazione (ottobre 1968)=Lire 127.575. |
| Prezzo in Italia                      | Dal debutto (novembre 1964) a fine commercializzazione (ottobre 1968) : Lire 3.615.000 (prezzo di listino) Optionals previsti: apparecchio radio (Lire 130.000). |
| Prezzo in Svizzera                    | nel marzo 1965: 27.000 Franchi Svizzeri |

## I prezzi delle Flaminia Sport
Il prezzo di vendita in Italia delle Flaminia Sport di Zagato (di serie) è sostanzialmente identico a quello della sorella GT coupé della Touring.
La prima serie, che appare nei listini dal gennaio 1959 al gennaio 1962, ha un prezzo di 3.200.000 Lire, identico a quello della GT Touring.
La versione 3C da 2 litri e mezzo, che appare nel listino a partire dal febbraio 1962, ha un prezzo un po' maggiore (3.320.000) ed aumenta di altre 60.000 Lire dall'agosto 1962 quando però sparisce il supplemento di prezzo di 60.000 Lire che, fino a quel momento, era necessario sborsare per avere i freni a disco (che peraltro erano montati su tutte le Sport). Questa 3C con motore da 2,5 litri viene commercializzata, senza variazioni di prezzo, fino al giugno 1965.
Nell'ottobre 1963 esce la versione da 2,8 litri, che costa 200.000 Lire di più (3.580.000) e che viene sostituita, nel dicembre 1964, dalla Supersport, venduta a 3.615.000 Lire fino all'ottobre del 1968. Dal novembre 1968 la Flaminia Zagato sparisce dai listini.

## Le prove su strada della Flaminia Sport
A parte "Ruoteclassiche", che però ha provato vetture con parecchi anni di vita, nessun'altra rivista automobilistica specializzata ha mai sottoposto a una vera e propria prova su strada un esemplare di Flaminia Sport Zagato. Va detto però che molte testate ne hanno saggiato le possibilità, sia pure percorrendo chilometraggi limitati e senza effettuare rilevamenti suffragati dalla necessaria strumentazione: le loro "impressioni di guida", possono comunque fornire un interessante quadro d'assieme.
In ordine cronologico, si sono occupati di Flaminia Sport:

1959 : il settimanale ACI L'Automobile

1960 : la rivista Auto Italiana

1962 : la rivista Lancia e ancora Auto Italiana

1964 : la rivista Auto Italiana

1965 : la rivista Tuttomotori

La rivista "Ruoteclassiche" ha invece pubblicato i suoi resoconti nel 1991 e nel 1995.

### Le impressioni di guida de "L'Automobile ACI" (1959)
Flaminia Sport prima serie a fari carenati
La "road impression" (questo la titolazione anglosassone data dalla testata dell'Automobile Club d'Italia alle due pagine che riferiscono del test) viene eseguita al volante di una delle prime Lancia Flaminia Sport e pubblicata sul numero 43 del 25 ottobre 1959.

Il giornalista inizia disquisendo sull'estetica e afferma che 
 Poi passa al comportamento su strada e mette in risalto le doti di elasticità della vettura 
 ma elogia anche la progressione in accelerazione 
 e la facilità con cui la si governa anche in ambito cittadino, in virtù della limitatezza degli ingombri e dell'ottima visibilità. Due invece gli appunti : l'assenza del deflettore alle portiere e, più in generale, una finitura troppo spartana.

### La prova del pilota Giulio Cabianca per "Auto Italiana" (1960)
Flaminia Sport prima serie a fari non carenati
Nel fascicolo numero 23 del 1º dicembre 1960, la rivista Auto Italiana (edita dalla Domus, la stessa casa editrice della più nota "Quattroruote") vengono riportate impressioni di guida e giudizi espressi da un pilota d'eccezione, Giulio Cabianca, che effettua il test al volante di una Sport prima serie ma nella versione 1960, con fari non carenati.
Cabianca inizia parlando dell'abitabilità ed osservando che la macchina va considerata una due posti comodi (anche se in via eccezionale una persona potrebbe trovare sistemazione nel vano alle spalle del pilota), elogia l'ampiezza del vano bagagli (citando la rara peculiarità data dall'esistenza di uno sportello apribile, tra abitacolo e vano bagagli, che consente, per fare un esempio, di trasportare gli sci senza doverli sistemare sul tetto), rimarca la silenziosità di marcia, mentre eleva qualche critica per il posizionamento non ottimale di alcuni comandi.
La tenuta all'acqua, dopo le recenti modifiche alle guarnizioni ed alle chiusure, è giudicata ottima (e si ricorda che, invece, nelle prime 100 Sport si verificavano infiltrazioni).
Passato al comportamento su strada, Cabianca elogia la visibilità, la facilità d'uso del cambio, i freni a disco, l'ottima tenuta di strada.
L'accelerazione è giudicata «dolce, non rabbiosa ma progressiva»
Qualche critica si meritano la frizione (giudicata un po' delicata) e le sospensioni (troppo morbide nel caso di guida sportiva).

Queste le conclusioni (testuali): 
Uno soltanto il dato rilevato, la velocità massima di km 188,365 all'ora.

### Le impressioni di guida di "Auto Italiana" (1962)
Flaminia 3C Sport
Nel gennaio del'62, quando vengono presentate alla stampa le Flaminia Touring e Zagato con il motore alimentato da tre carburatori, ai giornalisti viene concesso di provare personalmente le nuove macchine, seppur per un percorso piuttosto breve.
Naturalmente non c'è modo di effettuare alcun rilevamento cronometrico, ma vengono riportate le impressioni generali, che elogiano la confortevolezza dei sedili, la visibilità, la perfetta manovrabilità del cambio, la frenata efficace.
Le "lamentele" riguardano particolari secondari, quali la difficoltà nella lettura degli strumenti più piccoli e qualche scomodità nei comandi (un esempio: l'astina del cambio luci, che sporge dal cruscotto, è troppo lunga ed essendo posizionata in corrispondenza della leva del cambio di velocità può essere inavvertitamente urtata quando si procede ad un cambio rapido con ritorno veloce della mano sul volante).
Dopo aver notato un certo irrigidimento delle sospensioni (del resto in linea con l'impronta sportiva della vettura), l'articolo si chiude con qualche osservazione a proposito dell'accelerazione, che è definita "non rabbiosa"; viene anche notata una maggiore e migliore ripresa dopo i 3000 giri mentre al di sotto di quel regime il rendimento della versione precedente era superiore.

### Le impressioni di guida di Paul Frère (1962)
Flaminia 3C Sport
Il belga Paul Frère, noto corridore e giornalista degli anni cinquanta-sessanta, viene invitato dalla Lancia a provare la nuova Flaminia Sport a 3 carburatori ed a riferirne le impressioni. Il rendiconto di questo test è pubblicato sulla rivista Lancia numero 7 edito nella primavera del 1962, pochi mesi dopo il lancio.
Secondo Frère, che effettua il test anche con una GT 3C, le due versioni (la Touring e la Zagato, per l'appunto) dispongono di un motore elastico, che consente di marciare e riprendere in quarta marcia (che è in presa diretta) già a partire da un regime di rotazione di appena 1000 giri al minuto (35 km/h in quarta marcia, nel caso della Sport) e che non crea il minimo problema nel traffico cittadino, anche se naturalmente esprime il meglio di sé quando si raggiunge e si supera la soglia dei 3500 giri (105 km/h).
Poiché il primo giorno di test è disturbato dalla pioggia, Frère può annotare che la tenuta di strada è ottima anche sul bagnato, mentre osserva che i freni, che pure sono perfetti sull'asciutto, sul bagnato possono facilmente produrre il bloccaggio delle ruote, specie sull'anteriore. Un appunto riguarda anche la scarsa velocità dei tergicristalli, che, secondo il giornalista, dovrebbe poter essere graduata ed incrementata quando la pioggia è più battente.
Questi i dati rilevati: accelerazione da fermo a 100 km/h: 10,6 sec; da fermo a 160 km/h: 29,8" (sul bagnato);
chilometro da fermo: 32" (sul bagnato).

### Le impressioni di guida di Auto Italiana (1964)
Flaminia Supersport
In occasione del lancio della Supersport, nel novembre 1964, Auto Italiana pubblica poche righe di "impressioni di guida", dove inizia affermando, non a torto, che è difficile cogliere i miglioramenti prestazionali quando questi si tengono entro limiti non spettacolari, come in questo caso, dove la vettura è passata da 200 a 210 km. orari.
Vengono lodate la posizione di guida con il sedile ben avvolgente, la ripresa, la possibilità di marciare ad appena 1500 giri/minuto (circa 45 km. orari) anche in IV marcia avendo a disposizione una ripresa dolce e progressiva.
Un appunto riguarda la scarsa dimensione della maniglia di appiglio per il passeggero (che è posta sullo sportello).
Chi ha effettuato il test, rileva che la vettura, sotto l'azione frenante, risulta più dolce, più compatta e più centrata, e si chiede da cosa possa dipendere, dal momento che la Lancia non comunica di aver effettuato variazioni all'impianto: forse, conclude, potrebbe trattarsi della semplice sostituzione di un tipo di guarnitura con un'altra.

### La prova di Tuttomotori (1965)
Flaminia Supersport
Il mensile "Tuttomotori", una delle innumerevoli testate specializzate nel settore automobilistico sorte negli anni sessanta, pubblica nel suo numero del febbraio 1965 il resoconto di una "tre giorni" a tu per tu con una Flaminia Supersport.

La Supersport oggetto del test di "Tuttomotori"; al suo fianco l'attrice Valeria Ciangottini

Scorrendo il testo del servizio, leggiamo che viene apprezzata la linea (in particolare la riduzione dell'ampiezza della presa d'aria sul cofano, i fari protetti con una mascherina di plastica trasparente, l'ampliato parabrezza) e l'efficacia del riscaldamento dell'abitacolo, mentre si critica la visibilità posteriore. Il bagagliaio viene giudicato ampio, molto profondo anche se un po' limitato in altezza, mentre viene notata l'assenza della serratura alla portiera di destra e criticata la manovrabilità della manovella alzavetri.
Anche il tester di "Tuttomotori", come già rilevato da altri, trova a ridire circa la funzionalità del tergicristallo, lento e inefficace (in velocità le spazzole tendono a staccarsi dal parabrezza) e la limitata ampiezza del cassetto portaoggetti.
Venendo al comportamento su strada, gli aspetti positivi della Flaminia Supersport risulterebbero : la dolcezza dello sterzo, la manovrabilità del cambio, la tenuta di strada e la stabilità, la visibilità in avanti.
Giudizi meno positivi per le sospensioni un po' dure (anche se, ovviamente, lo si avverte principalmente nella marcia in città), i fari abbaglianti (insufficienti alle alte velocità), i rapporti del cambio un po' troppo lunghi (ne risente soprattutto la marcia in salita).
Premettendo e precisando che la Supersport sottoposta al test (ancora munita della targa di prova) non era ancora stata completamente rodata (aveva percorso appena 2000 chilometri) e si trattava di una sorta di prototipo, forse di pre-serie, non perfettamente a punto, la rivista pubblica questi dati (i cui rilevamenti sarebbero stati effettuati in gran parte sull'Autostrada del Sole, naturalmente aperta al traffico):
velocità massima: 204,545 km/h

accelerazione, da fermo a 100 km/h: 9,8”

accelerazione, da fermo a 140 km/h: 19,1"

chilometro da fermo: 30,5"

1/4 di miglio (400 metri) da fermo: 17,1"

frenata, a 100 km/h (in IV marcia): spazio d'arresto metri 45

frenata, a 140 km/h (in IV marcia): spazio d'arresto metri 95

consumo medio su percorsi urbani ed extraurbani, con guida al limite: circa 18 litri ogni 100 chilometri

consumo medio supercorsi urbani ed extraurbani, con guida normale: circa 16,5 litri ogni 100 chilometri.

### La prova di Ruoteclassiche (1991)
Flaminia Sport prima serie a fari non carenati
La rivista "Ruoteclassiche" pubblica la prima prova su strada di una Flaminia Sport nel suo fascicolo numero 39 dell'aprile 1991.
La vettura sottoposta al test è stata costruita sul finire del 1960 e dunque ha 30 anni di vita alle spalle.

In estrema sintesi, il giudizio è lusinghiero ed è ben riassunto nella frase che chiude l'articolo: 
Le prestazioni risultano molto interessanti, anche se va precisato che la vettura provata era munita di un kit di trasformazione (fornito in origine da Zagato) che sostituisce l'originale carburatore Solex doppio corpo con una batteria di tre carburatori, sempre a due corpi, della stessa marca.
Questi i dati rilevati:

velocità massima: 190,135 km/h

accelerazione, da fermo a 60 km/h: 5,77”

accelerazione, da fermo a 100 km/h: 13,89"

accelerazione, da fermo a 140 km/h: 28,12"

chilometro da fermo: 34,88"

1/4 di miglio (400 metri) da fermo: 19,065"

ripresa, in IV marcia, da 40 a 70 km/h: 8,95"

ripresa, in IV marcia, da 40 a 100 km/h: 18,06"

ripresa, in IV marcia, da 40 a 140 km/h: 32,07"

chilometro, in IV marcia, con partenza da 40 km/h: 36,455"

frenata, a 100 km/h: spazio d'arresto metri 67,98

frenata, a 140 km/h: spazio d'arresto metri 133,25

### La prova di Ruoteclassiche (1995)
Flaminia Sport 3C da competizione
Nel fascicolo numero 80 (gennaio 1995) la rivista "Ruoteclassiche" pubblica il resoconto di una prova su strada effettuata con una Flaminia Sport 3C da 2 litri e mezzo "preparata" per le competizioni. La macchina è del 1962 e i dati rilevati, che sono sicuramente molto apprezzabili, devono dunque tener conto che sono riferiti a una macchina preparata per le gare.
Questi i dati:

velocità massima: 193,750 km/h

accelerazione, da fermo a 60 km/h: 3,96”

accelerazione, da fermo a 100 km/h: 8,43"

accelerazione, da fermo a 130 km/h: 13,86"
 
accelerazione, da fermo a 150 km/h: 17,88"
 
1/4 di miglio (400 metri) da fermo: 16,26"

ripresa, in IV marcia, da 70 a 100 km/h: 5,10"

ripresa, in IV marcia, da 70 a 150 km/h: 15,47"

frenata, a 100 km/h: spazio d'arresto metri 51,89

frenata, a 140 km/h: spazio d'arresto metri 112,04

## Flaminia Sport da competizione

La Flaminia Sport da competizione utilizzata da Elio Zagato nel 1960

La distinzione tra Flaminia Sport "stradali" e "corsa" è spesso meno netta di quanto si possa ritenere in quanto Zagato - che costruisce queste Sport con sistemi ancora artigianali - si pone a disposizione dei clienti per allestire la macchina quasi "su misura".

Il posto di guida di una Sport da competizione (1960)

Ciò premesso, e dunque seppur con le debite eccezioni, le Sport più spinte risultano alleggerite grazie all'adozione di cristalli laterali in plexiglas, sedili più spartani e di forma più avvolgente e altri accorgimenti: il peso a vuoto (a secco) scende così a circa 1100 kg. Dal punto di vista meccanico, invece, è disponibile il montaggio di un collettore di aspirazione con tre carburatori invertiti doppio corpo Solex (tipo 35 PIL) che aumenta la potenza da 119 a 135-140 cv a 5600 giri (155 cv se misurati col sistema SAE) ed incrementa anche notevolmente la coppia motrice.

Elio Zagato su Flaminia Sport alla Pontedecimo-Giovi 1960 dove sarà 2° di classe

Come in genere avviene per le macchine destinate ad un impiego un po' esasperato o agonistico, la Flaminia Sport può montare, in luogo di quello di serie normale (che è 13/45, pari a una demoltiplicazione di 3,461:1) altri rapporti al ponte (coppia conica ipoide) più "corti", ed esattamente : 13/46 (3,538:1), 13/48 (3,692:1), 11/42 (3,818:1), 12/47 (3,917:1). Anche il cambio di velocità può essere fornito con rapporti diversi da quelli di serie (2,79:1 invece di 3,09 in I, 1,85:1 invece di 2,05 in II, 1,28:1 invece di 1,41 in III). Altri "optionals" previsti: coppa olio maggiorata, un diverso tipo di candele, serbatoio carburante di maggiore capacità (100 litri contro 57). Un'ulteriore elaborazione del motore che comprende messa a punto particolare, lucidature, sostituzione dell'albero a camme ed altri alleggerimenti, porta altri cavalli, arrivando ad erogare, secondo alcune fonti, ben 160 cv a 6000 giri (178 cv se misurati col sistema SAE) che consente alla vettura di sfiorare i 230 km. orari.
In Italia, una delle prime Flaminia Sport elaborate, condotta dallo stesso contitolare della carrozzeria Zagato, Elio, partecipa tra il 27 settembre 1959 (quando debutta nella corsa in salita Sarezzo-Lumezzane) all'11 dicembre 1960 (Coppa F.I.S.A. a Monza) a sei gare, ottenendo lusinghieri risultati.
Da segnalare il sensazionale exploit compiuto nel marzo del 1961 da una Flaminia Sport "preparata" (con il motore da 160 cv) che, guidata dal noto pilota Giulio Cabianca, impiega 1 ora e mezza a percorrere il tratto Milano-Firenze dell'Autostrada del Sole, viaggiando a una media di 187 km orari; nel viaggio di ritorno, compiuto immediatamente dopo, Cabianca tiene una media elevatissima: 181 km orari da Firenze a Bologna e ben 218 km orari da Bologna a Milano.

La Flaminia Tubolare di Fiorio/Facetti alla Targa Florio 1962

Queste medie, effettivamente sbalorditive, vengono ottenute sotto la pioggia e, addirittura, con autostrada aperta al traffico (seppure scarso).
Nei primi mesi del 1962 viene costruito da Zagato un esemplare con telaio tubolare, con motore elaborato da Facetti ed erogante 160 CV. Il 6 maggio 1962 la Tubolare, iscritta nella categoria Prototipi in quanto non omologabile tra le Gran Turismo, partecipa alla Targa Florio dove non può esprimere le sue potenzialità, essendo costretta al ritiro per un guasto alla trasmissione.